# サクソフォーン
サクソフォーン（英: Saxophone）またはサクソフォン、サキソフォンは、通常は真鍮製で、単簧（シングルリード）マウスピースを使って演奏される木管楽器の一族である。口語ではサックス（sax）と略称で呼ばれる。

## 概要
ほとんどのサクソフォーンは真鍮で作られているものの、金管楽器のようにマウスピースのカップの中で唇を振動させるのではなく、リード（伝統的には木質のダンチクで作られている）を振動させて音を出すため、木管楽器に分類される。他の木管楽器と同様に、胴管の有効長を変えて気柱の共鳴周波数を制御するために胴管の孔を覆うことで、演奏される音高を制御する。奏者はキーを押すことで孔を塞ぐあるいは開放する。
サクソフォーンは、クラシック音楽（コンサートバンド、室内楽、ソロレパートリー、時にはオーケストラなど）、軍楽隊、マーチングバンド、ジャズ（ビッグバンドやジャズコンボなど）、現代音楽で使用されている。また、独奏楽器および旋律楽器として、あるいはロックンロールやポピュラー音楽のいくつかのスタイルではホーンセクションの一員としても使用される。
1840年代初頭にベルギーの楽器製作者アドルフ・サックスによって最初のサクソフォーンが発明されて以来、サクソフォーン族内の移調および調律の基準によって区別される様々な楽器群が生み出されてきた。サックスは1846年6月28日にサクソフォーンの特許を取得した（2つのグループ。それぞれ7種類）。それぞれのグループは、音高によって並べられた楽器で構成されており、調は交互になっている。標準音高がB♭とE♭のグループがすぐに支配的になり、今日見られるほとんどのサクソフォーンがこれらのグループに属する。標準音高がCとFの楽器は定着することはなく、サックスによって製作された楽器のごく一部に留まる。A = 440 Hzの（コンサート用）基準よりも高く調律された「ハイピッチ」（"H "または "HP "とも表記されている）サクソフォーンは、屋外での使用に適した音質のために20世紀初頭まで生産されていたが、現代の調律では演奏できず、時代遅れと考えられている。「ローピッチ」（"L "または "LP "とも表記されている）サクソフォーンは、現代の楽器と同等の調律がされている。CソプラノおよびCメロディサクソフォーンは、20世紀初頭に応接間楽器としてカジュアルな市場向けに生産された。F管のサクソフォーンは1920年代後半に導入されたが、受け入れられることはなかった。現代のサクソフォーン族は、歴史的な楽器や実験的な楽器はともかく、B♭ – E♭シリーズの楽器のみで構成されている。最も広く使用され、入手可能なサクソフォーンは、ソプラノ、アルト、テナー、およびバリトンサクソフォーンである。
| 番号 | サクソフォーン   | 調性 | オクターブ上   | オクターブ下     |
| ---- | ---------------- | ---- | -------------- | ---------------- |
| 1    | ソプラニッシモ   | B♭   | ##             | ソプラノ         |
| 2    | ソプラニーノ     | E♭   | ##             | アルト           |
| 3    | Ｃソプラノ       | C    | ##             | Cメロディー      |
| 4    | ソプラノ         | B♭   | ソプラニッシモ | テナー           |
| 5    | メゾソプラノ     | F    | ##             | ##               |
| 6    | アルト           | E♭   | ソプラニーノ   | バリトン         |
| 7    | Cメロディー      | C    | Cソプラノ      | ##               |
| 8    | テナー           | B♭   | ソプラノ       | バス             |
| 9    | バリトン         | E♭   | アルト         | コントラバス     |
| 10   | バス             | B♭   | テナー         | サブコントラバス |
| 11   | コントラバス     | E♭   | バリトン       | ##               |
| 12   | サブコントラバス | B♭   | バス           | ##               |

## 詳細
1840年代にベルギーの管楽器製作者アドルフ・サックス（Adolphe Sax）がバスクラリネットの改良中に円錐管の魅力に注目したのを基に考案された楽器。1846年に特許を取得している。Saxophoneの名は彼にちなむ。元々吹奏楽団における木管楽器と金管楽器の橋渡しを目的に開発された。構造上、木管楽器に分類されるが、真鍮を主とした金属で作られており、木管楽器の運動性能の高さ、金管楽器のダイナミックレンジの広さを兼ね備えている。新しい楽器の恩恵として、洗練された運指、発音の容易さは他の吹奏楽器に類がない。
クラシック音楽からポップス、ロック、ジャズに至るまで、様々な分野の音楽で用いられる。特に吹奏楽やビッグバンドには欠かせない存在である。管弦楽では使用されることは少ないが、曲によっては使用される場合もある。ソプラノ、アルト、テナー、バリトンの4本のサクソフォーンで演奏されるサクソフォーン四重奏は、クラシカルサクソフォーンの代表的な合奏形態のひとつであり、そのために作曲された曲も多数存在する。

## 解説

### 音高と音域
様々なサクソフォーンの「キイ音域」（上音を出すアルティッシモ音域よりも下）では、音高は浅い「皿」が付いた「キイ」（鍵）によって制御される。皿の内側は「音孔」を塞ぐ革製「タンポ」が固定されている。音孔を塞ぐことによって、「ボア」内の気柱の共鳴長（したがって周波数）が制御される。音孔とマウスピースの間に位置する「ベントホール」と呼ばれる小さな孔は、「オクターブキー」によって開放される。ベントホールが開放されると、音高を決定する周波数として第1倍音を残したまま、基本周波数を消去することによって音高が1オクターブ上がる。ほとんどの現代サクソフォーンは低い（楽器の調の、すなわち記音の）B♭を出すためのキイを持つ。現代バリトンサクソフォーンは一般に低いAまで演奏可能である。また、低いAまで演奏可能なアルトサクソフォーンが生産されたこともあった。キイ操作で出すことができる最高音は伝統的に低いB♭の2オクターブ半上のFであるが、最近のほとんどの演奏会用楽器のキイ音域はF♯まで拡張されている。現代ソプラノサクソフォーンではハイGキイを持つものもごく一般的である。Fより上の音はアルティッシモ音域の一部であると考えられ、高度なアンブシュア技術と運指の組み合わせを使って出すことができる。現代サクソフォーンはアルティッシモの演奏を手助けするキイ機構を備えている。現代のサクソフォーン奏者はテナーとアルトにおいて音域を4オクターブ以上にまで拡張してきた。ほとんどのサクソフォーンのための音楽は大抵高音部記号（ト音記号）を使って表記される。
すべてのサクソフォーンが譜面上の音高を出すために同じキイ配置および運指を使用するため、音楽が適切に移調されている時に、能力のある奏者が様々なサイズを持ち替えることは難しくはなく、多くの奏者が行っている。バリトンとアルトはE♭管であるため、奏者は低音部記号（ヘ音記号）で表記されたコンサートピッチの音楽を、調号に3つのシャープを加えることによってあたかも高音部記号であるかのように読むことができる。この過程は「音部置換」と呼ばれ、バリトンホルン、ファゴット、ユーフォニアム、コントラバス、トロンボーン、チューバのために書かれたパートをE♭管の楽器で演奏することが可能になる。これは、バンドあるいはオーケストラでこれらの楽器が不足している場合に有用かもしれない。

### 構造

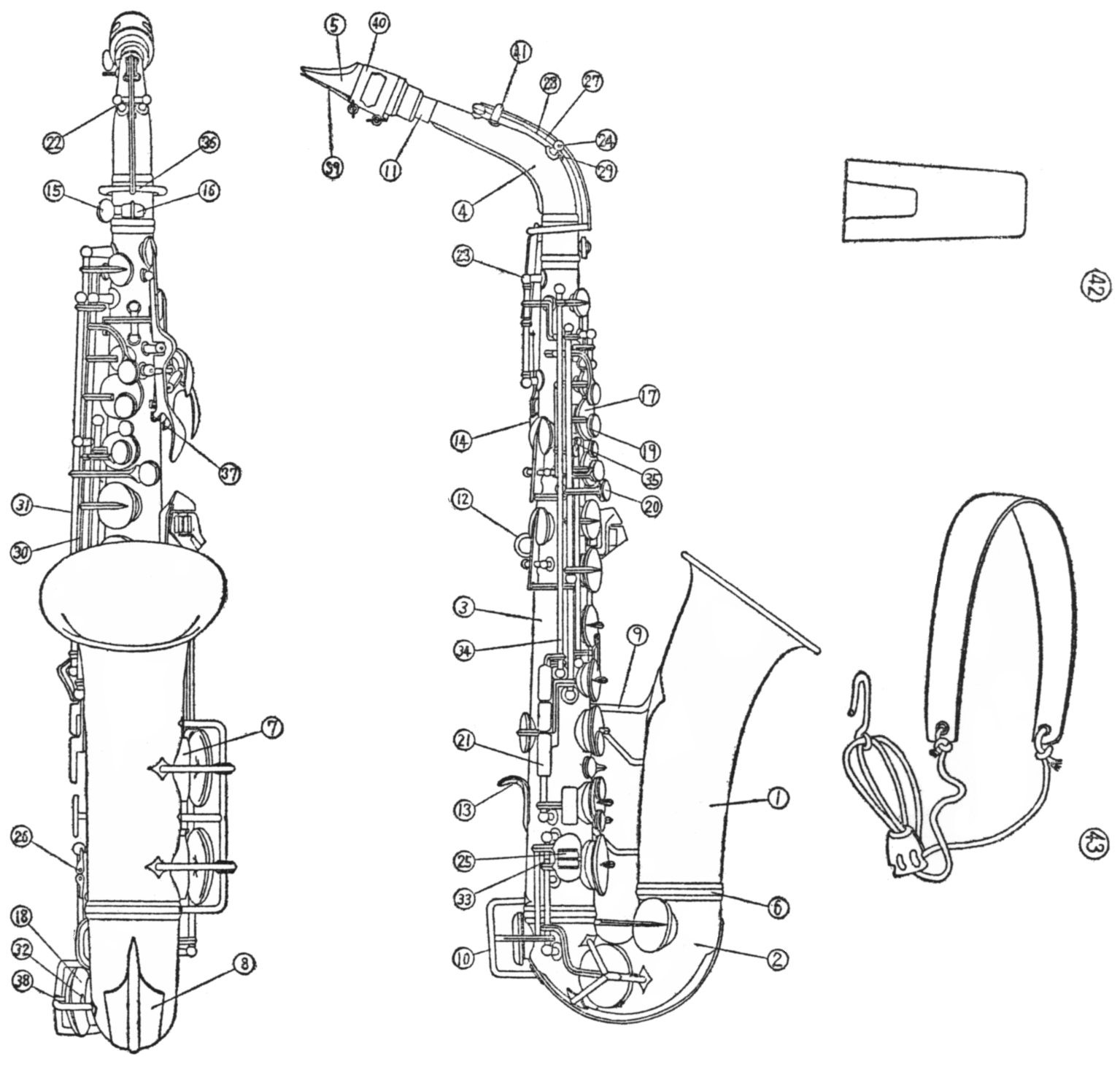
教育用サクソフォーン。図は低音ホール（7番にあたる）が左手側にある、いわゆる「インライン」で、現在では右手側にある「オフセット」が主流である。

| 1. 朝顔管（ベル） 2. 一番管 3. 二番管 4. 吹込管（ネック） 5. 歌口（マウスピース） 6. 胴輪 7. 鍵孔管 8. 打痕止 9. 座柱 10. 鍵覆 11. 歌口受コルク 12. 吊り環 13. 指掛 14. 拇指台 15. 蝶ネジ 16. 蝶ネジ受 | 1. タンポ皿 2. タンポ 3. 貝皿 4. 貝 5. キー 6. 鍵管 7. 鍵柱 8. 芯金 9. ローラー 10. ローラー用芯金 11. 平発条 12. 平発条止ネジ 13. 臼 14. 鋼針 15. ケリ 16. 鳩目 17. 連絡棒 18. センター棒 19. 剣ネジ 20. リング 21. コルク 22. コルクホールダー 23. リード 24. 締金（リガチャー） 25. 双柱 26. カップ 27. 吊り紐（ストラップ） |

### 設計の特徴
真っ直ぐなソプラノおよびソプラニーノサクソフォーンは、マウスピースの反対側の端に広がった「ベル」（鐘）を持つ真っ直ぐな円錐形ボアで構成されている。アルトおよびより大型のサクソフォーンは、最も高い音孔より上部に取り外し可能な湾曲した「ネック」（首）（まれに例外もある。ネックはマウスピースを奏者の口元に向ける役割を持つ）、ボアを上に向けるUの字型の「ボウ」（弓）、ベルを前方に向けるベルの喉のカーブを含む。ベル付近のカーブはサクソフォーン族固有の特徴であり、ソプラノやソプラニーノでさえもこのカーブ様式で作られることがある。バリトン、バス、およびコントラバスサクソフォーンは、本体とマウスピースの間の追加の（複数の）ボウと直角の曲げを使ってボアの長さに対応している。
左手は胴管の上側部分のキイを操作し、右手は下側部分のキイを操作する。右手親指は「サムフック」の下に位置し、左手親指はサクソフォーンを安定させバランスを取るために「サムレスト」の上に置かれるか、オクターブキイを操作する。ほとんどのサクソフォーンの重量は右手親指と楽器の胴体の背面にある「ストラップリング」に取り付けられたネックストラップによって分担される。より小型の楽器では、比較的多くの重量が親指によって支持される。
キイは、音孔上のパッド（タンポ）の位置を制御するカップ、レバー、およびピボットからなる。操作されていない時に開いているキイもあれば閉じているキイもある。これらはばねによってそれぞれの位置に保持されており、指または手（パームキイの場合）の押圧力によって操作される。 キーは、パッドカップに直接、またはパッドカップに直接あるいはリンケージと呼ばれる連結部で）接続されたレバーを使った「キイタッチ」への押圧力によって作動するキイカップとピボットとの間のレバーは「キイアーム」と呼ばれる。
サクソフォーンの運指はオーボエの運指とベーム・システムの組み合わせであり、フルートの運指あるいはクラリネットの高音域の運指と似ている。
「スタック」キイはそれぞれの手の親指、人差し指、および中指で操作され、やや凹んだボタン型のキイタッチ（キイボタン）が、それらが制御するパッドカップと同じ動きで操作される。スタックキイは「レギュレーションバー」および「ブリッジアーム」リンケージでより高いスタックキイを連結される。キイボタンは直接な下向きの指による押圧力でキイを操作する時には優位性があるが、他の指や手の動きでキイを操作する場合には不利になるため、そのような動きで操作されるキイでの使用は、サックスの設計の進化とともに減少していった。
左手によって操作されるパームキイおよび「フロントF」キイ、ならびに右手によって操作される「ハイF」、「ハイF♯」、および「ハイG」キイは、キイ音域の上側の端を制御し、アルティッシモ音をベントするために使われる。右手によって操作される「半音」キイはスタック音域内のF♯、B♭、およびCのための代替運指を提供する。右手と左手の薬指は、キイを開いて音高を半音上げたり、楽器の低音域に向けてキイを閉じる（左手によって操作される「ベルキイ」も使う）。薬指によって操作されるキイは「テーブル」キイと呼ばれる。ローAを出せる楽器はこの音用の左親指キイを持つ。
1920年代初頭以降に生産されたサクソフォーンでは、左手テーブルから操作されるG♯キイは、G♯作動機構（F-連結、スタック連結G♯機構）への押圧力にかかわらず、下部スタック上のキイを閉じることで閉じられる。この機能により特定の音程の速度と演奏しやすさを大きく上昇した。これによって、より下側のスタックキイが押圧されている時にキイが開いたままになる「ダイレクトG♯」アクションを持つサクソフォーンは時代遅れて見なされるようになった。現代の左手テーブルもG♯キイとローC♯、B、およびB♭を「連結」し、それらのキイのいずれかが押圧され、右手スタックキイが押圧されていない時にG♯キイが開く。それは、楽器の低音域に近い特定の音程を演奏するうえでも大きな利点を与える。 ヴィンテージ楽器を演奏するために、連結式のG♯の利点を惜しむ奏者もいるが、フロントFキイとスタック連結G♯キイは、本格的な奏者によって決定的に重要な機能とみなされている。

### 管の形状と音色
サクソフォーンは大小さまざまな楽器があるが、それぞれの楽器はほとんど相似な形状をしている。サクソフォーンの管は、マウスピースに近い方からベルに近い方に向かって、ほぼ一定の割合で太さが増しており、全体として円錐状になっている。このためサクソフォーンは整数倍の倍音を出すことができ、開管楽器に分類される。一方、構造上サクソフォーンにもっとも近い楽器であるクラリネットは、管の太さがほぼ一定の円柱状であるため偶数倍の倍音がほとんど発生せず、閉管楽器に分類される。
この開管楽器である事を奏法に応用する例として、オーバートーンとアルティッシモ（フラジオレット）が挙げられる（弦楽器のフラジオレットとは原理が異なる）。喉の開き、口腔内、アンブシュア、通常とは異なる運指を総合的に変化させ、リードの振動を通常の状態より多くする事で倍音を発生し、通常運指の音域よりも更に高音を出す事を可能にしている奏法である。20世紀後半までは主にジャズ系の奏者がアドリブの中で多用する奏法であったが、21世紀に入ってからはクラシック奏者も演奏の幅を広げる為に利用しており、またそのような現代曲も多数書かれている。
ソプラニーノおよびソプラノは一般にほぼまっすぐの直管（ストレート）である。一方、アルトからコントラバスまでは管の長さが長いため、一般には何回か管が曲げられた曲管（カーブド）の形状をしている。管の折り返し部分はその形状からU字管と呼ばれる。カーブド・ソプラノと呼ばれる曲管のソプラノやストレート・アルト、テナーと呼ばれる直管のアルト、テナーも存在するが、生産本数はそれほど多くない。管が直管であるか曲管であるかは音色にも大きな影響を与える。

### 材質
サクソフォンの最初期の頃から、ボディーやキイカップは複雑な形状にも対応できるように、真鍮の板材から作られていた。機械的なキイ装置は、他の形態の真鍮材から手工具で作られた、または機械加工された部品から組み立てられる。キングは1930年代に純銀製のネックとベルを持つサクソフォーンを発表し、1960年代初頭にもこの「シルバーソニック」スキームを継続した。ヤナギサワは1980年代にこのスキームを復活させ、後に純銀製の楽器を全面的に導入した。カイルヴェルトとP・モーリアは一部のサクソフォーンモデルのボディーのために洋銀（フルートにより一般的に使われる銅-ニッケル-亜鉛合金）を使用してきた。視覚的ならびに音色への効果のため、銅含量の高い真鍮がより一般的な「イエローブラス」や「カートリッジ（弾薬筒）ブラス」の代わりに使われることもある。ヤナギサワの902および992シリーズのサクソフォーンは、真鍮製の901および991モデルに比べて、よりヴィンテージ感のある暗い音色を実現するために、銅含量の高いのリン青銅を使用している。様々なブランドから高銅含量合金製サクソフォーンが販売されている。
1920年以降、ほとんどのサクソフォーンはスタックキイを操作する交換可能なキイボタンを持つ。これらは大抵は樹脂製あるいは真珠母製のいずれかである。一部のサクソフォーンは、アワビ、石、または木製のキイボタンを持つ。一部の高級モデルでは、他のキイの凸型キイタッチを形成するために高価なキイボタン素材を使用している。キイ装置のヒンジが旋回する軸およびスクリューピン、ならびにキイを休止位置に保持する針ばねおよび重ね板ばねは大抵ブルーイング処理された鋼製あるいはステンレス鋼製である。フェルト、コルク、革、および様々な合成素材の緩衝材が、キイの動きからの摩擦を低減し、機械的ノイズを最小化するため、有益なパッドシーリング、イントネーション、スピード、「感覚」のためキイ装置の動作を最適化するために使用される。洋銀はその機械的耐久性からヒンジに使用されることがあるものの、こういった部品のための最も一般的な素材は真鍮のままである。銅含量の高いボディーを持つサクソフォーンも、そららの合金と比較して真鍮の機械的特性がより適しているため、真鍮製のキイ装置を持つ。

### 表面の仕上げ
最終的な組み立ての前に、メーカーは通常、ホーンの表面に仕上げを施す。最も一般的な仕上げは、透明なあるいは着色されたアクリルラッカーを薄く塗ったものである。黒色や白色のラッカー仕上げもある。ラッカーは真鍮を酸化から保護するために働き、その輝きを維持する。銀めっきまたは金めっきは一部のモデルで高級オプションとして提供されている。一部の銀めっきサクソフォーンもラッカー塗装される。サクソフォーンの金めっきは、金を定着させるために銀による下地めっきが必要なため、高価な処理である。ニッケルめっきは低予算モデルのサクソフォーンのボディーに使われており、ラッカーよりも耐久性の高い仕上げが求められる時（ほとんどは教育用モデルのサクソフォーン）に一般的に使用される。鏡面仕上げが一般的だが、艶消し仕上げのもの、アンラッカー仕上げなどバリエーションが存在する。近年、母材の化学的表面処理がラッカーやめっきに代わるものとして使用されるようになってきている。一部のサクソフォーン奏者、小売店、修理技術者は、ラッカーやめっきの種類（またはラッカーの有無）が楽器の音色に影響を与える要因になるのではないか（メッキやラッカーの性質で管体の振動が変化し、音色などが変わる）と主張している。管体とキー・シャフトなどのパーツ群を別色にメッキする事により、より装飾としての見栄えを高める事を狙った楽器も販売されている。

### マウスピースとリード

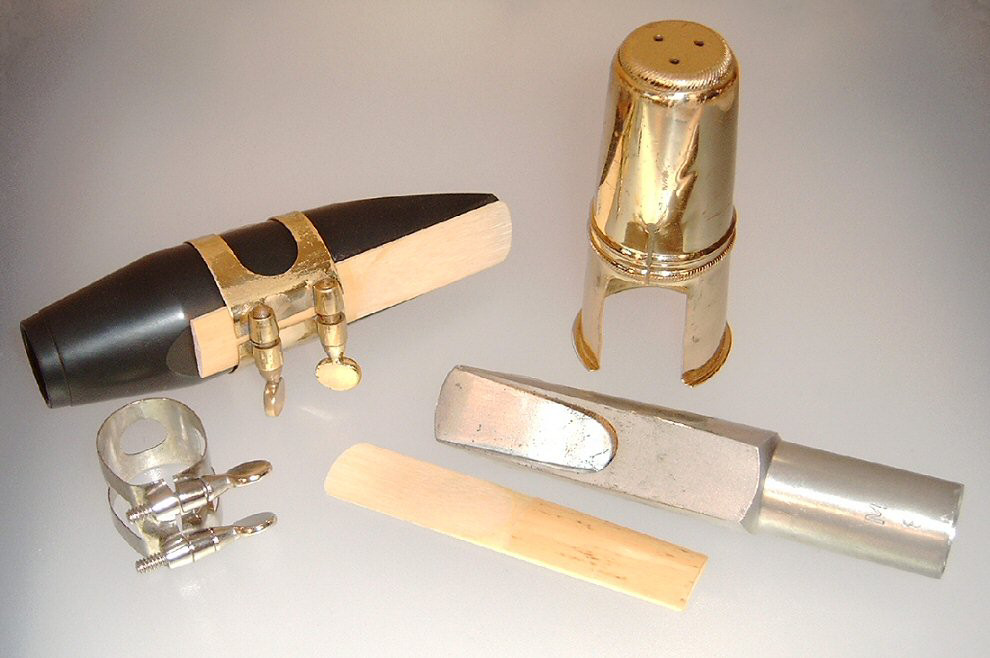
テナーサクソフォーンのマウスピース、リガチャー、リード、およびキャップ

サクソフォーンはクラリネットのものと似たシングルリードマウスピースを使用する。それぞれのサイズのサクソフォーンは異なるサイズのリードとマウスピースを使用する。
ほとんどのサクソフォーン奏者はダンチクから作られたリードを使用するが、20世紀半ばからは繊維強化プラスチックやその他の複合材から作られたリードも作られている。サクソフォーンのリードはクラリネットのリードとはわずかに違ったプロポーションで、同じ長さに対して幅が広い。リードは様々なブランド、スタイル、および強度のものが市販されている。サクソフォーン奏者は、強さ（硬さ）や素材の異なるリードを使って、どの強さやカットが自分のマウスピースやアンブシュア、生理、演奏スタイルに合っているかを実験する。
マウスピースの設計は音色に重大な影響を与える。異なる演奏スタイルには、異なる設計特性・特徴のマウスピースが好まれる傾向がある。初期のマウスピースは、クラシック演奏のための「温かみのある」、「丸みのある」音を出すために設計された。クラシックのマウスピースの中でも、凹型（「掘り込み型」）の「チャンバー」を持つものは、アドルフ・サックスの原初の設計に忠実である。これらは、クラシック演奏のラッシャー派に好まれる、より柔らかな（あまり突き刺さらない）音色を与える。マルセル・ミュールに影響されたクラシック演奏のフランス派に従うサクソフォーン奏者は、高次の倍音を比較的多く含む幾分「明るい」音色のために一般的により小さなチャンバーを持つマウスピースを使用する。1920年代以降のダンス楽団やジャズアンサンブルでのサクソフォーンの使用は、「ダイナミックレンジ」と遠達性（プロジェクション）を重視し、これによってマウスピースのチャンバー形状や先端デザイン、金属構造に革新をもたらされた。クラシックのマウスピースとは対極にあるのが、チャンバーが小さく、先端とチャンバーの間のリードの上のクリアランス（隙間）が低いもので、ハイ「バッフル」と呼ばれる。これらは、最大のプロジェクションを持つ明るい音を生み出し、アンプに接続された楽器の中で音を際立たせるのに適しており、現代ポップスやスムースジャズで一般的に使用される。
マウスピースは、加硫ゴム（エボナイトと呼ばれることもある）、樹脂、および青銅あるいは外科用ステンレス鋼といった金属など多種多様な素材で作られる。これまで使われたあまり一般的でない素材には、木、ガラス、水晶、磁器、骨がある。最近、デルリンがマウスピースの素材に加わった。
マウスピース素材のサクソフォーンの音色への影響はこれまで多くの議論の対象となってきた。ラリー・ティールによれば、マウスピースの素材は音に、たとえあったとしても、わずかしか影響を与えず、物理的な寸法がマウスピースに音色を与える。「暗く」鳴る金属製のマウスピースや「明るく」鳴る硬質ゴム製のマウスピースの例がある。金属に比べて硬質ゴムの剛性が低いため、金属を使うよりも音色やレスポンスに影響を与える設計特性が制限される。硬質ゴムの先端付近に必要とされる追加体積が、口の位置や気流特性に影響を与える。最近では、ネックコルクに入る「シャンク」の上のマウスピースの質量を増やすことが、マウスピースとネックの接続部を安定化することによって倍音列の完全性を高めるための設計要素となっている。シャンク重り（シャンクの上にある真鍮の大きな輪）は、「共鳴と遠達性」を高めるために、一部のデルリン製マウスピースで使用されている。硬質ゴムのボディーとがっしりした金属製シャンクを採用した他の「ハイブリッド型」設計も同様の質量分布を持っているものの、製品説明では音の特性への寄与は強調されていない。

## 歴史

### 初期開発と採用

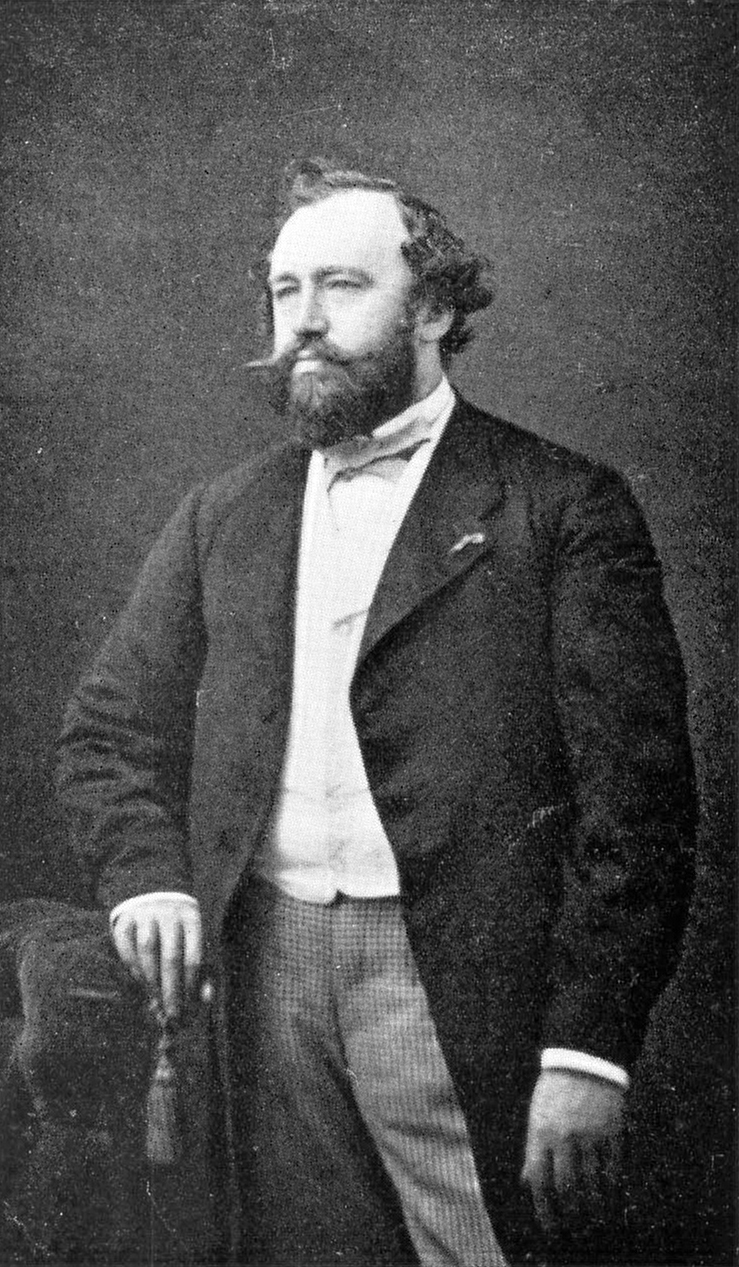
アドルフ・サックス。サクソフォーンの発明者。

サクソフォーンはベルギーの楽器製作者、フルート奏者、クラリネット奏者であったアドルフ・サックスによって1840年頃に設計された。ディナン生まれで元々はブリュッセルを拠点としていたサックスは、楽器事業を興すために1842年にパリへ移った。サクソフォーンに取り組む前、サックスはバスクラリネットのキイ装置と音響を改善し、低音域を拡張することによっていくつかの改良を行った。サックスはオフィクレイド（木管楽器と同様のキイを持つ低音大型円錐形金管楽器）の製作者でもあった。これら2つの楽器での経験によって、最初のサクソフォーンを製作するために必要な技能と技術を磨くことができた。
バスクラリネットを改良した仕事の副産物として、サックスは金管楽器の遠達性（プロジェクション）と木管楽器の俊敏性を併せ持つ楽器の開発を始めた。サックスは、オーバーブローイングで12度音程が上がるクラリネットとは異なり、オクターブでオーバーブローイングすることを望んだ。オクターブでオーバーブローイングする楽器は、両方の音域で同一の運指を有する。
サックスはシングルリードマウスピースと真鍮製円錐形胴管を持つ楽器を作り上げた。1840年代初頭には複数のサイズのサクソフォーンを製造しており、1846年1月28日にこの楽器について15年間の特許を申請し、取得した。この特許は、ソプラニーノからコントラバスまで基本設計の14の型（2つのカテゴリーにそれぞれ7種類）を網羅していた。限られた数のFとCの調性を持つ楽器がサックスによって生産されたが、E♭とB♭の調性を持つ型がすぐに標準となった。当初はすべての楽器で、高音部譜表の五線の下のBから五線の上の3本目の加線の半音下のE♭までの音域が書かれており、それぞれのサクソフォンの音域は2オクターブ半であった。サックスの特許は1866年に失効した。その後、膨大な数の他の楽器製作者がサクソフォーンの設計とキイ装置に自身の改良を実装した。
左手はトリエベール第3型オーボエ、右手はベーム・クラリネットを参考にしたサックスの原初のキイ装置は、あまりに単純で、特定のレガートパッセージや広い音程を指で演奏するのが極めて困難であった。このシステムは後に追加キイ、連結機構、いくつかの音程をより簡単にするための代替運指などによって発展していった。
サクソフォンの開発の初期には、上のキイ音域はE、さらに五線の上のFまで拡張された。1880年代、サクソフォーンのための楽譜はローBからFの音域で書かれた。1887年、ビュッフェ・クランポン社がベルの延長と音域をB♭まで半音下に拡張するための追加キイの追加に関する特許を取得した。この拡張は現代のほとんどの設計において標準となっている。バリトンサクソフォーンは例外でさらにローAまで音域が拡張された。最高音がFの高音域は、現代サクソフォーンでアルティッシモF♯が一般的となるまでの1世紀近くにわたって標準であり続けた。
1840年代と1850年代、サックスの発明は小さなクラシックアンサンブル（サクソフォーンアンサンブルと混合アンサンブルの両方）においてや、独奏楽器として、またフランスとイギリスの軍楽隊において使われるようになった。サクソフォーンの教則本が出版され、サクソフォーン指導がフランス、スイス、ベルギー、スペイン、およびイタリアのコンセルヴァトワール（音楽院）で提供された。1856年までに、ギャルド・レピュブリケーヌ管弦楽団は8本のサクソフォーンを編成に含んでいた。サクソフォーンは管弦楽曲においても実験的に使われたが、オーケストラの楽器として広く使われるようにはならなかった。1853年から1854年に、ルイ・アントワーヌ・ジュリアンのオーケストラは米国コンサートツアーでソプラノサクソフォーンを一員として加えた。
ヨーロッパのクラシック音楽界からの関心と支持を受けていた初期の時期を経て、19世紀終わり頃には彼らのサクソフォーンへの関心は薄れていった。パリ音楽院では1870年から1900年までサクソフォーンの教育が中断され、その間クラシックのサクソフォーンレパートリーは停滞した。しかしこの時期に、第22連隊楽団のリーダーであるパトリック・ギルモアと、オランダからの移住者であり、サックスと家業の関係を持つサクソフォーン奏者のエドワード・A・ルフェーブルの努力によって、サクソフォーンがアメリカで普及し始めた。ルフェーブルは、イギリスのオペラ団のクラリネット奏者として着任した後、1872年初頭にニューヨークに移住した。ギルモアはその夏、ボストンで開催された世界平和記念国際音楽祭を主催した。ギャルド・レピュブリケーヌ管弦楽団が演奏を行い、ルフェーブルはその催し物のためのグレート・フェスティバル・オーケストラのクラリネット奏者として参加した。1873年秋、ギルモアはギャルド・レピュブリケーヌ管弦楽団の影響の下で第22連隊楽団を再編成し、前年にニューヨークでサクソフォーン奏者としての名声を確立していたルフェーブルを採用した。ギルモアの楽団はすぐにソプラノ・アルト・テナー・バリトンのサクソフォーン・セクションを編成し、サクソフォーン・セクションは四重奏団としても演奏を行った。ギルモアとルフェーブルの連携は1892年にギルモアが亡くなるまで続いたが、その間、ルフェーブルは様々な規模や楽器編成のより小規模なアンサンブルで演奏し、作曲家と協力してサクソフォーンのための軽快なクラシックやポピュラーのレパートリーを増やした。
ルフェーブルのその後の促進活動は、サックスの普及に極めて大きな意味を持った。1880年代の終わり頃から、ルフェーブルは金管楽器メーカーのC.G. コーンに助言を求め、高価で、手に入りにくく、機械的に信頼性の低いヨーロッパの楽器に代わる改良型のサクソフォーンを開発し、アメリカ市場向けに生産を開始した。1890年代初頭には、コーンとその分社であるブッシャー・マニュファクチャリング・カンパニーでサクソフォーンの定期的な生産が開始され、サクソフォーンがアメリカで飛躍的に入手し易くなった。ルフェーブルは、音楽出版者カール・フィッシャーと協力して、サクソフォーンのためのトランスクリプション、編曲、およびオリジナル作品を配布したり、コーン音楽院と協力して、アメリカでのサクソフォーン教育の発展に尽力した。ルフェーブルとコーン社、フィッシャーとの関係は20世紀の最初の10年まで続き、フィッシャーは死後もルフェーブルの作品を新たに編曲したものの出版を続けた。

### 20世紀初頭の成長と発達
サクソフォーンはクラシック音楽の世界では重要性が取るに足らないままで、主に目新しい楽器とみなされていたが、20世紀初めの数十年間にはサクソフォーンのための多くの新しい音楽的ニッチが確立された。世紀の変わり目には、ヴォードヴィルやラグタイム楽団での初期の使用が、ダンス楽団、そして最終的にはジャズでの使用の基礎を築いた。アメリカではサクソフォーンの市場が拡大するにつれ、製造業も成長した。1905年から1912年にかけてマーチン・バンド・インストゥルメント・カンパニーがサクソフォーンの製造を開始し、1916年にはクリーヴランド・バンド・インストゥルメント・カンパニーがH・N・ホワイト・カンパニーとの契約の下でサクソフォーンの製造を開始した。ピアノと同じ楽譜、同じ調で演奏するためのCソプラノおよびCメロディ（アルトとテナーの間）の導入により、カジュアル市場向けにサクソフォーンを販売促進した。このような楽器の生産は大恐慌の間に止まった。1920年代には、フレッチャー・ヘンダーソン・オーケストラやデューク・エリントン・オーケストラの影響を受けて、サクソフォーンがジャズ楽器として使用されるようになった。1920年代後半から1930年代初頭にかけて、主にマルセル・ミュールとシーグルト・ラッシャーの努力により、クラシックサクソフォーンの近代化が始まり、サクソフォーンのためのクラシックのレパートリーが急速に拡大した。
よりダイナミックでより技術的に要求される演奏スタイルにサクソフォーンが使用されたことが、キイ装置と音響設計の改善の動機を与えた。初期のサクソフォーンは、アルトやより大型のサクソフォーンに必要な2つのオクターブ・ベントを制御するために、左手の親指で操作する2つの独立したオクターブキイを持っていた。世紀の変わり目のキイ装置の大きな進歩は、左手の親指を使って1つのオクターブキイで2つのオクターブ・ベントを操作する機構の開発であった。キイ装置の人間工学に基づいた設計は、1920年代から1930年代にかけて急速に進化した。1920年代には、ハイEとFの代替運指に対応したフロントF機構とスタックリンクG♯キイアクションが標準となり、その後、G♯とベルキイを制御する左手テーブルキイ機構の改良が行われた。1920年代から1930年代にかけての新しいボア設計は、優れたイントネーション、ダイナミックレスポンス、音色の質の向上の探求からもたらされた。1920年代は、ブッシャーのストレート・アルトおよびテナー、キング・Saxello・ソプラノ、F管のC.G. コーン・メゾ・ソプラノ・サクソフォーン、イングリッシュホルンとのハイブリッドであるConn-O-Saxサクソフォーンといった設計の実験の時代でもあった。

### 現代サックスの登場
サックスの現代的な配置設計は1930年代から1940年代にかけて登場し、まずバリトンではC.G. コーン、アルトとテナーではキングが右側のベルキイを導入した。左手テーブルの機構は、1936年にセルマー社がバランスド・アクション楽器で革命を起こし、右側のベルキイ配置を採用しました。1948年、セルマー社は左右のキイを「オフセット」したスーパーアクション・サクソフォーンを発表した。セルマーが最終的なレイアウトを考案してから30年から40年の間に、この配置設計は学生からプロのモデルまで、ほぼ全てのサックスに採用された。
ハイF♯キイは、バランスド・アクション・モデルのオプションとして最初に導入されたが、初期の実装ではイントネーションに悪影響を与えると認識されていたため、受け入れられるまでに数十年を要した。

## 使用

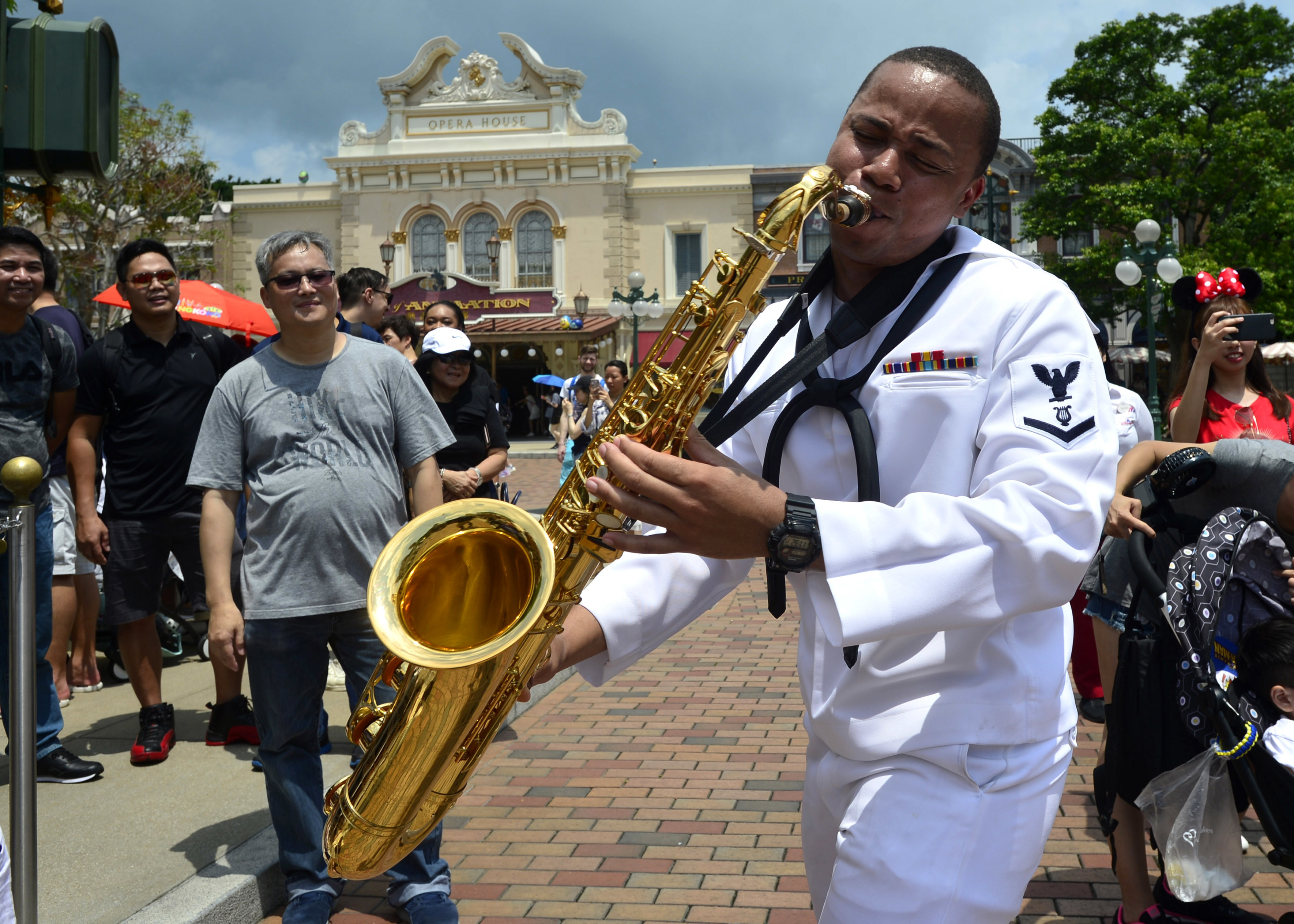
香港でサクソフォーンを演奏する米海軍第七艦隊音楽隊の水兵。

サクソフォーンの音響的性格から、クラシックのみならずジャズやポップス、映画や劇伴のサウンドトラックで使用されることも多い。
西洋音楽ではその音色と機能性を活かした独奏曲や、管弦楽への使用例が特に近代音楽以降、多く見られるようになった。フランス語圏は比較的早期にこの楽器を好んだようだが、ドイツ語圏は戦後まで遅れた。

### 軍楽隊とクラシック音楽
サックスは最初に軍楽隊で人気を博した。ドイツでは当初は無視されていたが、フランスやベルギーの軍楽隊はいち早くこの楽器をアンサンブルに取り入れた。ほとんどのフランスやベルギーの軍楽隊は少なくとも、E♭バリトン、B♭テナー、E♭アルト、B♭ソプラノから成る4人組のサクソフォーンを編成に含んでいる。これらの4つの楽器は、サクソフォーンの中で最も人気があることが示されてきた。E♭コントラバスとB♭バスは通常、非現実的な大きさで、E♭ソプラニーノは力強さが不十分であると考えられている。イギリスの軍楽隊では、最低でも2人のサックス奏者をアルトとテナーに配置する傾向がある。
サクソフォーンはコンサート・バンドに導入され、大抵はE♭アルトサクソフォーン、B♭テナーサクソフォーン、E♭バリトンサクソフォーンが求められる。コンサート・バンドでは、アルトが2人、テナーが1人、バリトンが1人の場合もある。また、B♭ソプラノサクソフォーンを使うこともあるが、その場合は第一アルトサクソフォーン奏者が演奏する。B♭バスサクソフォーンは、一部のコンサート・バンド音楽（特にパーシー・グレインジャーの作品）で使用されている。
サクソフォーンは、サクソフォーン四重奏やその他の室内楽の編成で使用される。クラシックのサクソフォーン四重奏は、B♭ソプラノサクソフォーン、E♭アルトサクソフォーン、B♭テナーサクソフォーン、E♭バリトンサクソフォーン（SATB）で構成される。時折、ソプラノが第2アルトサクソフォーン（AATB）と入れ替わることもある。プロのサクソフォーン四重奏団の中には、ジェームズ・フェイのアルトカルテット（4本のアルト）のように、非標準的な楽器編成を取り入れたものもある。
サックスを知るフランスの作曲家を中心に、SATB器楽編成法のための19世紀にさかのぼるクラシックの作曲と編曲のレパートリーがある。しかし、サクソフォーンのための室内楽作品の大部分は、1928年にマルセル・ミュールによって開始された近代クラシックサクソフォーンの時代のものである。シグルート・ラッシャーは、1931年からオーケストラ作品においてソリストとして活躍し、現代クラシックサクソフォーンのレパートリーの発展にも大きく貢献した。ミュール四重奏団は、そのメンバーが示した技術水準の高さと、近代四重奏レパートリーの発展に中心的な役割を果たしたことから、四重奏の原型であると考えられている。しかし、ミュールのアンサンブルよりも前にも、組織された四重奏団は存在した。その代表的な例は、1873年から1893年にかけてパトリック・ギルモアの第22連隊楽団の一部だったエドワード・A・ルフェーブル（1834年 - 1911年）が率いた四重奏団である。
20世紀と21世紀には、サクソフォーンの交響楽団での人気が高まった。また、オペラや合唱などのジャンルでも使用されてきた。多くのミュージカルの楽譜には、サクソフォーンのパートが含まれており、時には他の木管楽器や金管楽器と持ち替えることもある。

#### サクソフォーンの楽曲
- 創作主題による幻想曲（1860年） - ジュール・ドゥメルスマン（英語版）
- コラールと変奏 作品55（1903年） - ヴァンサン・ダンディ
- アルトサクソフォーンと管弦楽のための狂詩曲（1901年 - 1911年、未完） -  クロード・ドビュッシー作曲/ジャン・ロジェ＝デュカス編曲（1919年）
- 伝説 作品66（1918年） - フローラン・シュミット
- 2つのアルトサクソフォンのためのコンチェルトシュトゥック（1933年） - パウル・ヒンデミット
- サクソフォーン協奏曲（1934年） - ラーシュ＝エリク・ラーション
- アルト・サクソフォーンと弦楽オーケストラのための協奏曲 変ホ長調（1934年） - アレクサンドル・グラズノフ
- アルト・サクソフォーンと11の楽器のための室内小協奏曲（1935年） - ジャック・イベール
- アルトサクソフォーンのためのアリア（1936年） - ウジェーヌ・ボザ
- アルトサクソフォーンのピアノのためのソナタ（1937年） - ベルンハルト・ハイデン
- アルトサクソフォーンのピアノのための《スカラムーシュ》Scaramouche （1937年） - ダリウス・ミヨー
- アルトサクソフォーンのための小協奏曲（1938年） - ウジェーヌ・ボザ
- アルトサクソフォーンのためのバラード（1938年） - アンリ・トマジ
- アルトサクソフォーンのピアノのためのソナタ 作品19（1939年） - ポール・クレストン
- アルトサクソフォーンのピアノのためのソナタ（1943年） - パウル・ヒンデミット
- アルトサクソフォーンと管弦楽（または吹奏楽）のための協奏曲 作品26（1944年） - ポール・クレストン
- アルトサクソフォーンとピアノのためのソナチネ（1948年） - クロード・パスカル
- アルトサクソフォーンと管弦楽のための協奏曲（1948年） - インゴルフ・ダール
- サクソフォーン、3本のホルン、弦楽器のための幻想曲（英語版）（1948年） - エイトル・ヴィラ＝ロボス
- アルトサクソフォーンと管弦楽のための協奏曲（1949年） - アンリ・トマジ
- プロヴァンスの風景（英語版）（1955年） - ポール・モーリス
- アルトサクソフォーンとピアノのための『プレリュード、カデンツとフィナーレ』（1956年） - アルフレッド・デザンクロ
- サクソフォーン協奏曲（1958年） - エルランド・フォン・コック
- アルトサクソフォーンと管弦楽のための協奏曲（1959年） - ピエール・マックス・デュボワ
- Concerto per sei e tre for a changing solo instrument (clarinet, saxophone, violin, cello, percussion and piano) and 3 orchestras（1960年） -  ボグスワフ・シェッフェル
- アルトサクソフォーンと管弦楽のためのエレジーとロンド Élégie et rondeau pour saxophone alto et orchestre（1961年） - カレル・フサ
- サクソフォーン・ソロのためのソナタ（1967年） -  ジャニーヌ・リュエフ
- アルトサクソフォーンのためのソナタ（1970年） - エディソン・デニソフ
- アルトサクソフォーンとピアノのためのソナタ 作品29（1970年） - ロバート・ムチンスキー（英語版）
- エアI（1980年） -  北爪道夫
- セクエンツァIXb（1981年） -  ルチアーノ・ベリオ作曲/編曲（アルトサックス）
- アルトサクソフォーンと吹奏楽のための幻想的協奏曲（1983年） - 伊藤康英
- アルトサクソフォンと管弦楽のための協奏曲 作品50（1987年） - ニコライ・カプースチン
- コントラバスサクソフォーンとオーケストラのための《色彩》（1988年） -  ルイス・デ・パブロ
- アルトサクソフォーンとピアノのための「ヴァカンス」（1990年） -  ジャン＝ミシェル・ダマーズ
- ファジーバード・ソナタ（1991年） -  吉松隆
- アルト・サクソフォーンと管弦楽のための『サイバーバード協奏曲』（1994年） -  吉松隆
- ソプラノ・サクソフォーン協奏曲『アルビレオ・モード』（1994年 - 1995年） -  吉松隆
- セクエンツァVIIb（1995年） -  ルチアーノ・ベリオ作曲/ドゥラングル編曲（ソプラノサクソフォーン）
- アルトサクソフォーン、ジャズドラムキット、管楽器、打楽器のためのパニック（英語版）（1995年） - ハリソン・バートウィッスル
- サクソフォーン四重奏と管弦楽のための協奏曲（1995年） - フィリップ・グラス[26]
- サクソフォーン協奏曲（1998年 - 1999年） - 細川俊夫
- アルト・サクソフォーンと吹奏楽のための『英雄の時代』（1998年） - 長生淳
- サクソフォーン協奏曲『魂の内なる存在（エシ・イン・アニマ）』（1999年） -  西村朗
- フェイト ～アルト・サクソフォーンとピアノのための（2000年） -  清水大輔
- サクソフォーン協奏曲『インフィニティ・パワー』（2001年） -  清水大輔
- コンチェルト・デュ・ヴァン～風のコンチェルト（2005年） -  本多俊之
- アルトサクソフォーンと管弦楽のための協奏曲（2013年） - ジョン・アダムズ

#### サクソフォーン四重奏曲
- 四重奏曲第1番 作品53（1857年） -  ジャン＝バティスト・サンジュレー
- 四重奏曲（1879年） -  キャリル・フロリオ
- サクソフォーン四重奏曲 変ロ長調 作品109（1932年） -  アレクサンドル・グラズノフ
- 民謡風ロンドの主題による序奏と変奏（1934年） -  ガブリエル・ピエルネ
- サクソフォーン四重奏のための《アンダンテとスケルツォ》（1938年） -  ウジェーヌ・ボザ
- サクソフォーン四重奏曲 作品102（1939年） -  フローラン・シュミット
- サクソフォーン四重奏のためのコンセール（1955年） -  ジャニーヌ・リュエフ
- サクソフォーン四重奏曲（1956年） -  ピエール・マックス・デュボワ
- 四重奏曲（1962年） -  アルフレッド・デザンクロ
- サクソフォーン四重奏のための組曲（1979年） -  ポール・クレストン
- XAS（1987年） -  ヤニス・クセナキス
- サクソフォン四重奏曲（2002年） -  長生淳
- ポップ・ミュージック・ギャラリー（2007年） -  船本孝宏

#### サクソフォーンを使った室内楽曲
- 九重奏曲（1923年） -  エイトル・ヴィラ＝ロボス
- ショーロス第7番（英語版）（1924年） -  エイトル・ヴィラ＝ロボス
- ショーロス第3番（英語版）（1925年） -  エイトル・ヴィラ＝ロボス
- クラリネット、テナーサクソフォーン、ヴァイオリン、ピアノのための四重奏曲 作品22（1930年） -  アントン・ヴェーベルン
- 桃の花 作品125、クラリネット、サクソフォーン、打楽器（ティンパニ、タムタム、ヴィブラフォン、グロッケンシュピール）、ハープ、チェレスタのための（1954年） -  アラン・ホヴァネス
- フルート、オーボエ、コールアングレ、クラリネット、サクソフォーン、ファゴットのための《プロメテウス》（1967年） -  ブライアン・ファーニホウ
- 目覚め 作品92（2007年） -  カールハインツ・シュトックハウゼン
- サクソフォン・シャンソネット（2008年） -  福田洋介（サクソフォーン六重奏）

#### サクソフォーンを使った管弦楽曲
- アルルの女（1872年） -  ジョルジュ・ビゼー
- シルヴィア（1876年） -  レオ・ドリーブ
- ラグタイム・ダンス（1899年 - 1904年） -  チャールズ・アイヴズ
- カントリー・バンド・マーチ（1903年、手稿） -  チャールズ・アイヴズ
- 家庭交響曲（1904年） -  リヒャルト・シュトラウス
- かかし王子（1917年） -  バルトーク・ベーラ
- 展覧会の絵（1922年、ラヴェル版） -  モデスト・ムソルグスキー作曲/モーリス・ラヴェル編曲
- ボレロ（1928年） -  モーリス・ラヴェル
- 世界の創造（1923年） -  ダリウス・ミヨー
- 交響曲第4番（1924年） -  チャールズ・アイヴズ
- ラプソディ・イン・ブルー（1924年） -  ジョージ・ガーシュウィン
- ショーロス第8番（英語版）（1925年） -  エイトル・ヴィラ＝ロボス
- ハーリ・ヤーノシュ（1926年） -  コダーイ・ゾルターン
- ショーロス第10番（英語版）（1926年） -  エイトル・ヴィラ＝ロボス
- ピアノ協奏曲（1926年） -  アーロン・コープランド
- パリのアメリカ人（1928年） -  ジョージ・ガーシュウィン
- 交響曲第1番（1928年） -  アーロン・コープランド
- ワイン（1929年） -  アルバン・ベルク
- 黄金時代（1930年） -  ドミートリイ・ショスタコーヴィチ（全曲第9曲「ディーヴァの踊り」、組曲第2楽章「アダージョ」にソプラノサクソフォーンのソロあり）
- ベルシャザールの饗宴（1931年） -  ウィリアム・ウォルトン
- ヨブ: 舞踏のための仮面劇（英語版）（1931年） -  レイフ・ヴォーン・ウィリアムズ
- ジャズ組曲第1番（1931年） -  ドミートリイ・ショスタコーヴィチ
- 海の交響曲（1940年） -  ジャック・イベール
- スウェーデン狂詩曲第3番「ダラーナ狂詩曲」（1932年） -  ヒューゴ・アルヴェーン
- 交響的運動第3番（1933年） -  アルテュール・オネゲル
- ウイラプルー（英語版）（1934年） -  エイトル・ヴィラ＝ロボス
- キージェ中尉（1934年） -  セルゲイ・プロコフィエフ
- ヴァイオリン協奏曲（1935年） -  アルバン・ベルク
- 交響的絵画『ポーギーとベス』（1935年） -  ジョージ・ガーシュウィン作曲/R.R.ベネット編曲
- 夜想曲（1936年） -  アルテュール・オネゲル
- 十月革命20周年のためのカンタータ（1937年） -  セルゲイ・プロコフィエフ
- 組曲第2番（英語版）（1938年） -  ドミートリイ・ショスタコーヴィチ
- ロメオとジュリエット（1938年） -  セルゲイ・プロコフィエフ
- アレクサンドル・ネフスキー（1938年） -  セルゲイ・プロコフィエフ
- 火刑台上のジャンヌ・ダルク（1938年） -  アルテュール・オネゲル
- 交響的舞曲（1940年） -  セルゲイ・ラフマニノフ
- シンフォニア・ダ・レクイエム（1940年） -  ベンジャミン・ブリテン
- 祝典序曲（1940年） -  ジャック・イベール
- ショーロス第11番（英語版）（1928–41年） -  エイトル・ヴィラ＝ロボス
- ショーロス第6番（英語版）（1925–42年） -  エイトル・ヴィラ＝ロボス
- ショーロス第12番（英語版）（1925–45年） -  エイトル・ヴィラ＝ロボス
- ガイーヌ（1942年） -  アラム・ハチャトゥリアン
- 交響曲第6番（1947年） -  レイフ・ヴォーン・ウィリアムズ
- バレエ音楽『放浪の騎士』（1950年） -  ジャック・イベール
- 饗宴（1954年） -  黛敏郎[注 2]
- 波止場（1954年） -  レナード・バーンスタイン
- 交響曲第9番（1957年） -  レイフ・ヴォーン・ウィリアムズ
- 舞台管弦楽のための組曲（-1956年） -  ドミートリイ・ショスタコーヴィチ
- パゴダの王子（英語版）（1957年） -  ベンジャミン・ブリテン
- グルッペン（1955–57年） -  カールハインツ・シュトックハウゼン
- カレ（1959–60年） -  カールハインツ・シュトックハウゼン
- 語り、ソプラノ、バリトン、3本の即興楽器（アルトサクソフォーン、チューバ、シンセサイザー）、大編成管弦楽団、テープのための《雷雨の告白》Déclarations d'orage（1988–89年） -  アンリ・プッスール
- シティ・ノワール（英語版）（2009年） -  ジョン・アダムズ

#### サクソフォーンを使ったオペラおよびミュージカル
- ユダの最後の王（1844年） -  ジャン＝ジョルジュ・カストネル[27]
- エロディアード（1881年） -  ジュール・マスネ
- ウェルテル（1892年） -  ジュール・マスネ
- トゥーランドット（1926年） -  ジャコモ・プッチーニ
- ジョニーは演奏する（1927年） -  エルンスト・クルシェネク
- 今日のニュース（1929年） -  パウル・ヒンデミット
- ルル（1937年） -  アルバン・ベルク
- ビリー・バッド（英語版）（1951年） -  ベンジャミン・ブリテン
- ウエスト・サイド物語（1957年） -  レナード・バーンスタイン
- われわれは川に来た（英語版）（1976年） -  ハンス・ヴェルナー・ヘンツェ
- 光から土曜日（1984年） -  カールハインツ・シュトックハウゼン
- 中国のニクソン（1987年） -  ジョン・アダムズ

### 吹奏楽
サクソフォーンは吹奏楽の標準的な編成に含まれる。例えば、アルフレッド・リード作曲『アルメニアン・ダンス パート1』の編成はアルト（1st, 2nd）、テナー、バリトン、バス（オプション）を含む。

## ジャズとR&B

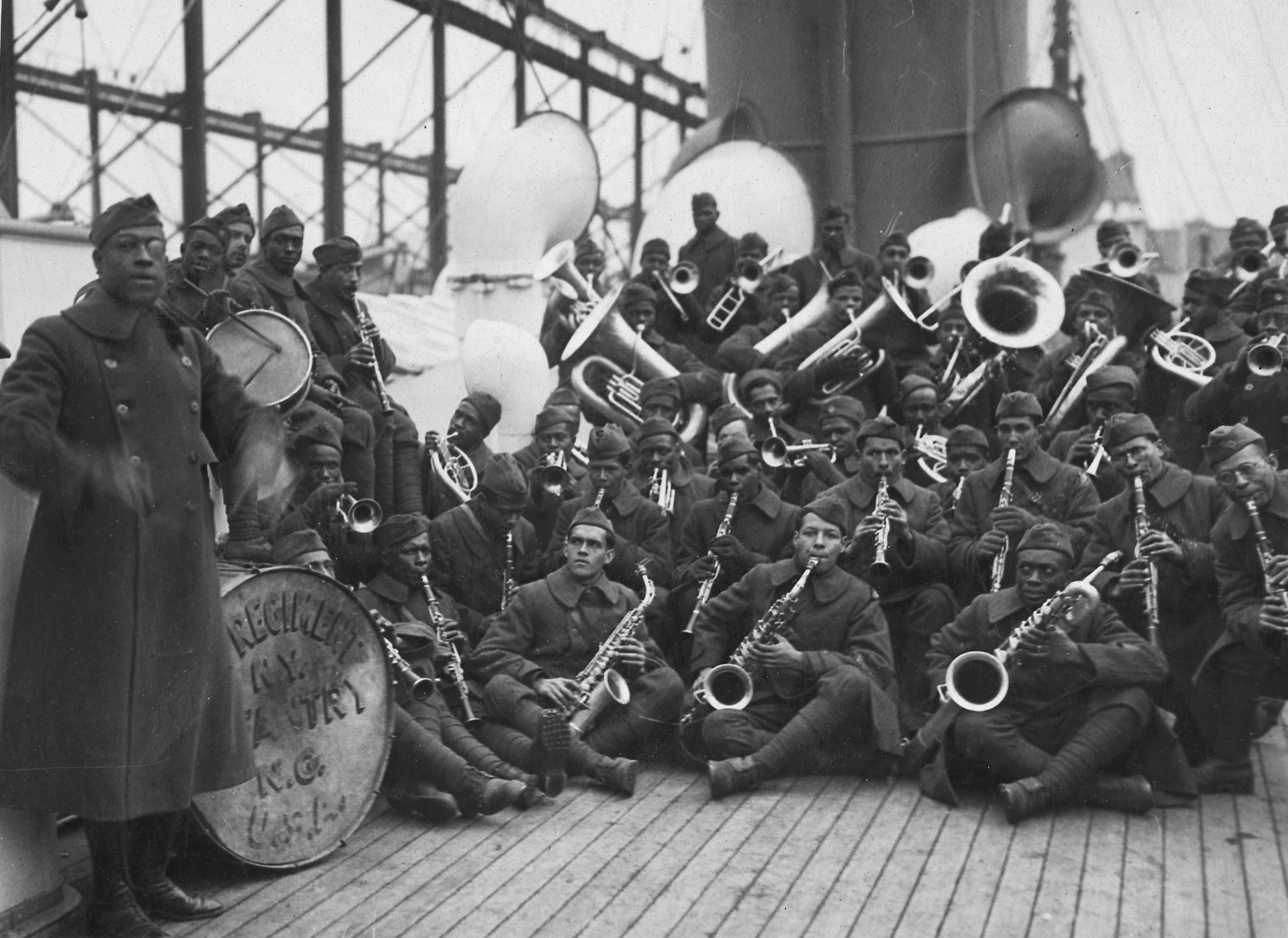
SSストックホルム。第369歩兵連隊楽団とリーダーのジェームズ・リース・ユーロップ中佐（1918年 - 1919年、冬）。

世紀の変わり目にアメリカでサクソフォーンが普及したのと同時に、ラグタイム音楽が台頭した。ラテン系やアフリカ系アメリカ人のリズムの影響を受けたラグタイムのシンコペーションを特徴とするバンドは、アメリカの文化的景観の中で刺激的な新しい特徴であり、新しいダンスのスタイルの基礎を提供した。ラグタイムを演奏するブラスバンドの中で最もよく知られているのは、W・C・ハンディとジェームズ・リース・ユーロップが率いるサクソフォーンを含んだバンドであった。ユーロップの第369歩兵連隊楽団は、1918年のツアー中にフランスでラグタイムを広めた。ラグタイムの人気に続いて、1920年代にはダンスバンドが台頭してきた。サクソフォーンは同時期にヴォードヴィルショーでも使用された。ラグタイム、ヴォードヴィル、ダンスバンドはアメリカの多くの人々にサクソフォーンを紹介した。ルディ・ウィードフは、この時期に最も有名なサクソフォーン・スタイリスト、ヴィルトゥオーソとなり、1920年代のサクソフォーン熱をもたらした。
ジャズ楽器としてのサクソフォーンの台頭は、1920年代初頭にダンスバンドに広く採用されたことがきっかけとなった。1923年に結成されたフレッチャー・ヘンダーソン・オーケストラは、即興演奏をバックアップするための編曲を行い、ジャズの最初の要素を大規模なダンスバンドのフォーマットにもたらしました。フレッチャー・ヘンダーソン・オーケストラの革新的な演奏に続き、デューク・エリントン・オーケストラやジーン・ゴールドケットのビクター・レコーディング・オーケストラでは、サクソフォーンやその他の楽器を使ったジャズ・ソロを披露した。ダンスバンドとジャズの結びつきは、1930年代のスウィング・ミュージックで頂点を迎えた。1930年代のスウィングバンドの影響を受けた大規模なショー・バンド形式は、第二次世界大戦後、人気ボーカリストやステージショーのバッキングとして使用され、ビッグバンド・ジャズの基礎となりました。サクソフォーン・セクションを持つショーバンドは、戦後のテレビ番組にも出演した。

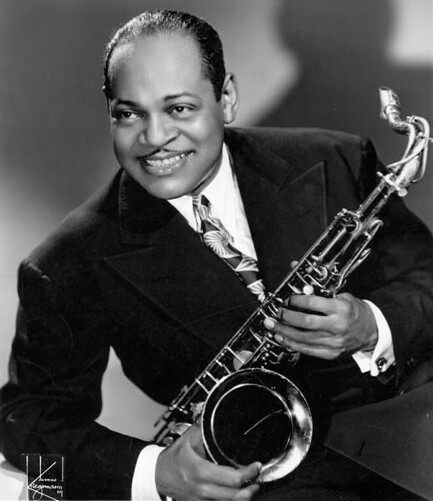
ジャズ初期に最も影響を受けたサクソフォーンのスタイリスト、コールマン・ホーキンス（1945年頃）。

コールマン・ホーキンスは、1923年から1934年にかけてフレッチャー・ヘンダーソンと共演した際に、テナーサクソフォーンをジャズのソロ楽器として確立した。ホーキンスのアルペジオ、豊かな音色、ビブラートを多用したスタイルは、レスター・ヤング以前のスウィング時代のテナー奏者に大きな影響を与えた。彼の影響を直接受けたテナー奏者には、チュー・ベリー、チャーリー・バーネット、テックス・ベネキー、ベン・ウェブスター、ヴィド・ムッソ、ハーシェル・エヴァンス、バディ・テイト、ドン・バイアスなどがいる。ホーキンスのバンド仲間であるベニー・カーターとデューク・エリントンのアルトサクソフォーン奏者ジョニー・ホッジスはスウィング時代のアルト・スタイルに影響を与え、ハリー・カーニーはデューク・エリントン・オーケストラでバリトンサクソフォーンを有名にした。ニューオーリンズの奏者、シドニー・ベシェは1920年代にソプラノサクソフォーンを演奏することで知られるようになった。ベシェは「小さな花（可愛い花）」の作曲者でもある。
1920年代にニューオーリンズ・ジャズからシカゴスタイルのジャズが進化していく中で、その特徴の一つは、アンサンブルにサクソフォーンを加えたことであった。シカゴの小規模なアンサンブルは、ニューオーリンズや大編成バンドよりも即興的な自由度が高く、サクソフォーン奏者ジミー・ドーシー（アルト）、フランキー・トランバウアー（Cメロディ）、バド・フリーマン（テナー）、スタンプ・エヴァンス（バリトン）の革新性を育んでいった。ドーシーとトランバウアーは、テナーサクソフォーン奏者のレスター・ヤングに重要な影響を与えた。
レスター・ヤングのテナーサクソフォーンへのアプローチはホーキンスのものとは異なり、よりメロディックな「直線的」な演奏を重視し、コード構造を織り交ぜながら、曲によって指示されたものとは異なるより長いフレーズを演奏していた。ヤングはビブラートをあまり使わず、演奏しているパッセージに合わせて演奏している。音色は1930年代の同時代人よりも滑らかで暗い。ヤングの演奏は、アル・コーン、スタン・ゲッツ、ズート・シムズ、デクスター・ゴードン、ウォーデル・グレイ、リー・コニッツ、ウォーン・マーシュ、チャーリー・パーカー、アート・ペッパーなどの現代ジャズ・サクソフォーン奏者に大きな影響を与えた。

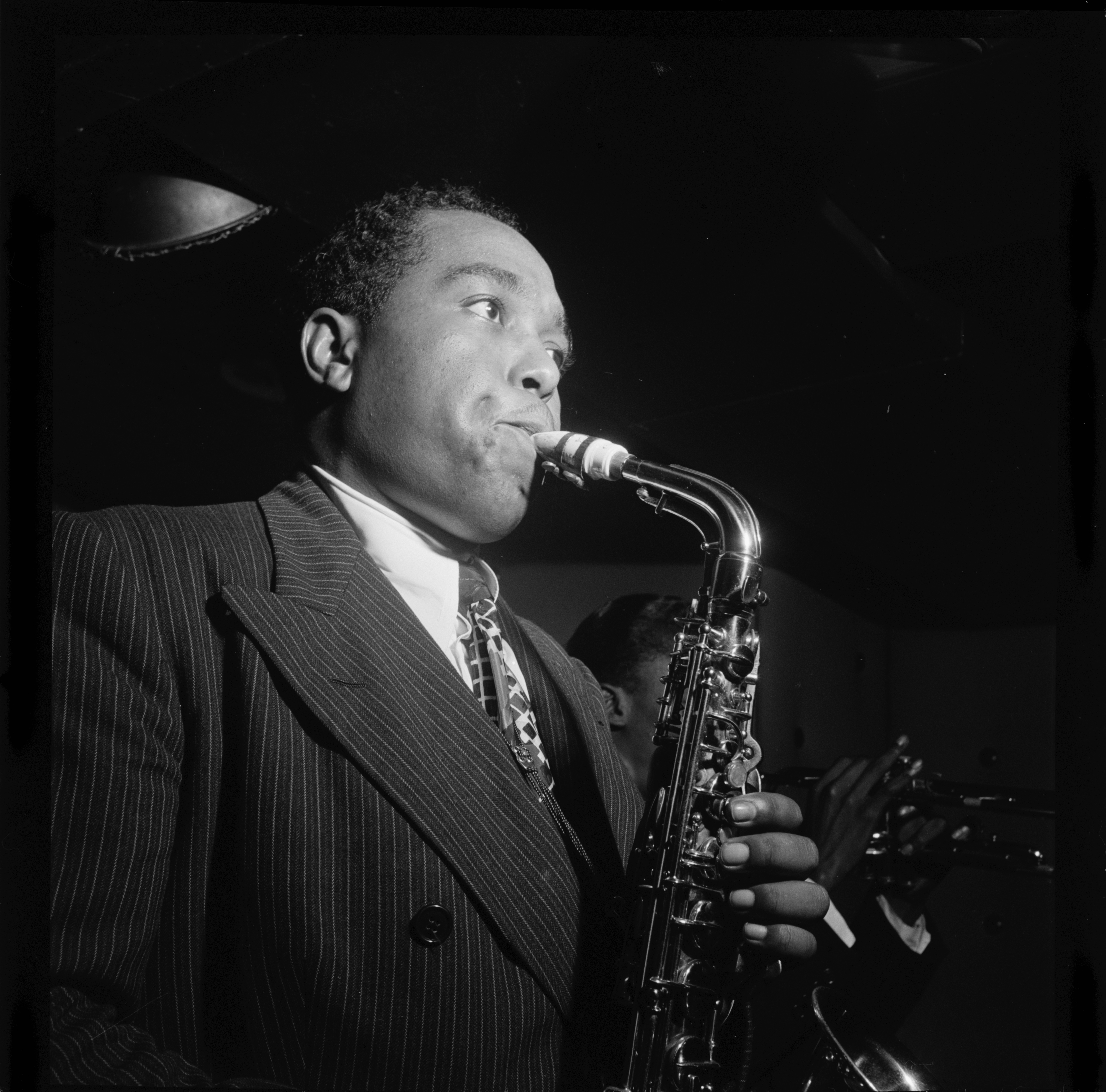
チャーリー・パーカー。ビバップ革命のリーダー。1947年。

1930年代後半にレスター・ヤングがカウント・ベイシー・オーケストラと共演したことや、ホーキンスが1939年に録音した「ボディ・アンド・ソウル」が人気を博したことで、サクソフォーンはニューオーリンズでのジャズの始まり以来ジャズの代表的な楽器であったトランペットに匹敵するほどの影響力を持つようになった。しかし、サクソフォーンがジャズに与えた最大の影響は、数年後、アルトサクソフォーン奏者のチャーリー・パーカーが、何世代にもわたるジャズ・ミュージシャンに影響を与えたビバップ革命のアイコンとなった時に起った。ビバップやポストビバップのジャズアンサンブルの小グループ形式は、1940年代にチャーリー・パーカー、ディジー・ガレスピー、セロニアス・モンク、バド・パウエルらが活躍した。
1950年代の著名なアルト奏者には、ソニー・スティット、キャノンボール・アダレイ、ジャッキー・マクリーン、ルー・ドナルドソン、ソニー・クリス、ポール・デスモンドなどがおり、著名なテナー奏者には、レスター・ヤング、コールマン・ホーキンス、デクスター・ゴードン、ジョン・コルトレーン、ソニー・ロリンズ、スタン・ゲッツ、ズート・シムズ、ラッキー・トンプソンなどがいた。サージ・チャロフ、ジェリー・マリガン、ペッパー・アダムス、レオ・パーカーはバリトンサクソフォーンにソロ楽器としての注目を集めさせた。スティーヴ・レイシーはモダンジャズの文脈でソプラノサクソフォーンに新たな注目を集め、ジョン・コルトレーンは1960年代にソプラノサクソフォーンの人気を高めました。フュージョン、スムーズジャズミュージシャンのケニーGもソプラノサクソフォーンを主な楽器として使用している。
ジョン・コルトレーン、オーネット・コールマン、サム・リヴァース、ファラオ・サンダースといったサクソフォーン奏者は、1960年代の前衛的な動きで創造的な探求の最前線を定義した。モード・ジャズ、ハーモロディクス、フリー・ジャズと共に提供された新たな領域は、サクソフォーン奏者が思いつくあらゆる発明品を使って探求された。前衛運動の影響の一つは、サクソフォーンにおける非西洋的な民族音楽の探求である。アルトサクソフォーン奏者のスティーヴ・コールマンやグレッグ・オズビーのように、前衛と他のカテゴリーのジャズの境界線に挑戦するジャンルでも、前衛ジャズは影響力を持ち続けている。

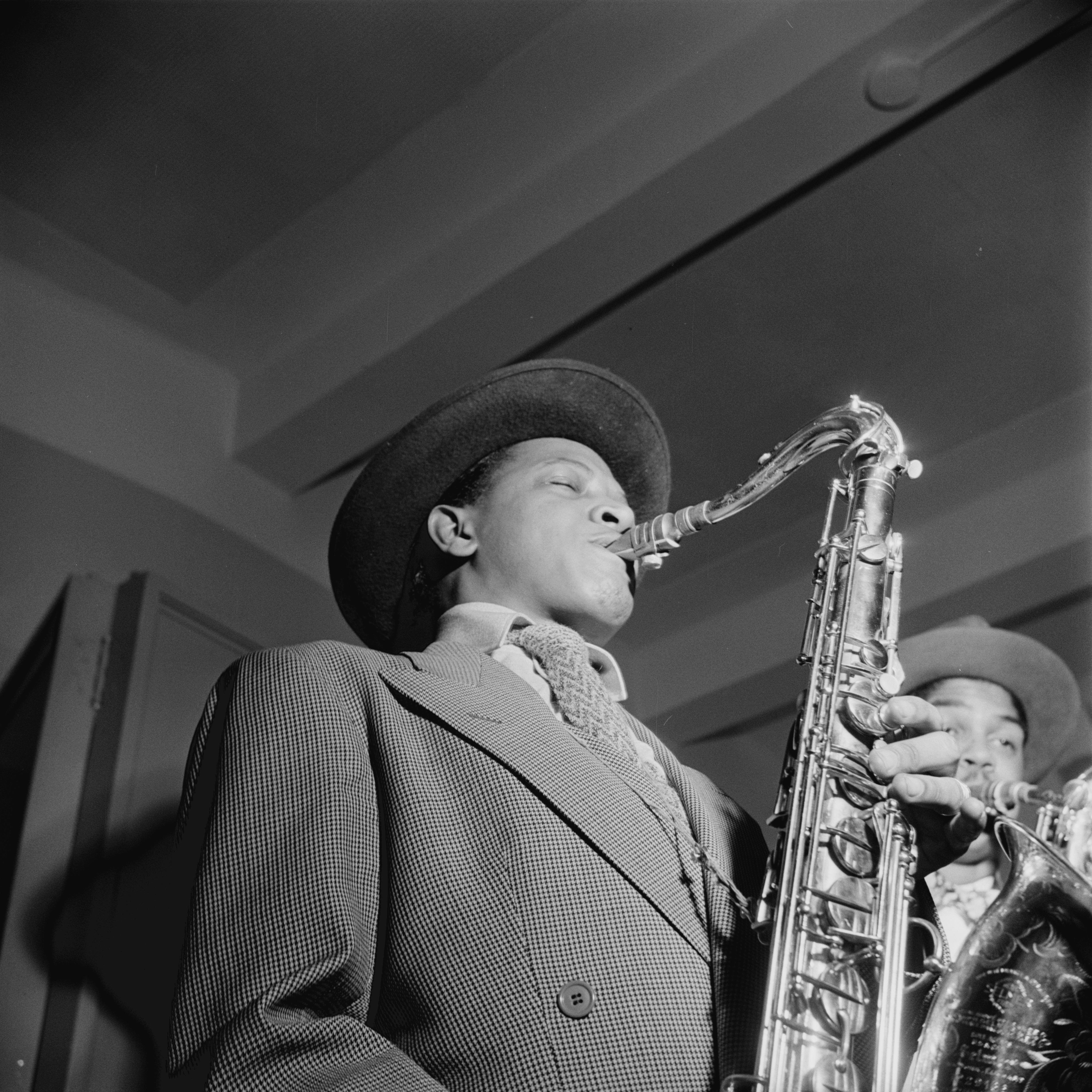
イリノイ・ジャケー、R&Bサクソフォーンの初期の実力者。1941年。

1940年代の「ジャンプ・スウィング」バンドはリズム・アンド・ブルースを生み出した。これは、ホーンセクションとブルースの音色をベースにメロディックなセンスで演奏するサクソフォーンの高揚感のある力強い音色で重くリズム感のあるスタイルを特徴とした。イリノイ・ジャケー、サム・ブテラ、アーネット・コブ、ジミー・フォレストはR&Bのテナー・スタイルに大きな影響を与え、ルイ・ジョーダン、エディ・"クリーンヘッド"・ヴィンソン、アール・ボスティック、ブル・ムース・ジャクソンはアルトに大きな影響を与えた。
R&Bサクソフォーン奏者は、後のスカ、ソウル、ファンクなどのジャンルに影響を与えた。ジョニー・オーティスとレイ・チャールズがホーン・セクションをフィーチャーし、ザ・メンフィス・ホーンズ、フェニックス・ホーンズ、タワー・オブ・パワーがそのセクション演奏で名を馳せるようになった。ローウェル・フルソン、T-ボーン・ウォーカー、B.B.キング、ギター・スリムらのシカゴや西海岸のブルース・バンドにもホーン・セクションが加わった。スカのローランド・アルフォンソ、モータウンのウィリアム・ムーア（ファンク・ブラザーズ）らも活躍した。シカゴ、チェイス、ブラッド・スウェット・アンド・ティアーズといったロックとソウル、ラテンを融合したブラス・ロックバンドはホーン・セクションをフィーチャーしていた。ボビー・キーズとクラレンス・クレモンズは、ロック・サクソフォーンのスタイリストとして活躍した。ジュニア・ウォーカー、キング・カーティス、メイシオ・パーカーはソウルやファンクのサクソフォーン・スタイリストとして影響力を持ち、マイケル・ブレッカーやキャンディ・ダルファーらに影響を与えた。アフロビートのフェラ・クティ、マヌ・ディバンゴらも注目を集めた。

## 珍しい機種

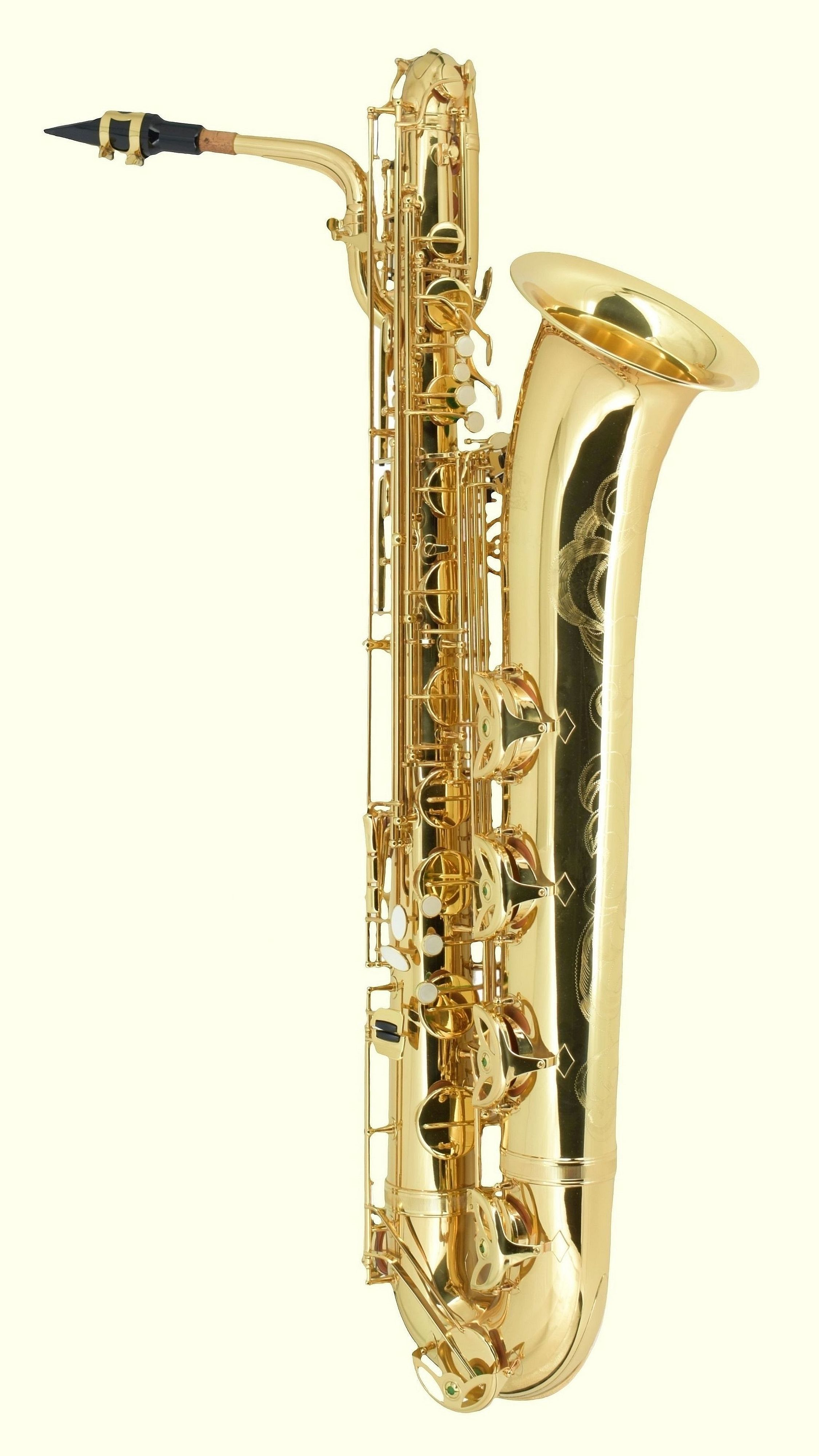
バリトンサクソフォーン

サックスによる発明以降、実験的なサクソフォーンやサクソフォーン関連楽器が数多く登場したが、そのほとんどは跡形もなくなった。1920年代初頭には、シカゴのReiffel & Husted社がスライドソプラノサクソフォーンを生産した。1920年代には、いくつかの真っ直ぐなアルトおよびテナーサクソフォーンがブッシャーによって生産されたが、扱いが面倒で持ち運びが難しいことが判明した。ブッシャー社では、あるヴォードヴィル芸人のための目新しい楽器として、1本のストレート・バリトン・サクソフォーンを特注で製作した。C.G. コーンは1928年から1929年にかけて、Conn-O-SaxとF管のメゾソプラノサクソフォーンの2つの新しい変種を発表した。サクソフォーンのボアとキイにヘッケルフォンに似た形のベルを組み合わせたこの楽器は、イングリッシュホルンの音色を模倣することを目的としたもので、1929年と1930年にのみ生産された。この楽器はローAからハイGまでの音域を持っている。コーンのメゾソプラノは、目新しい楽器とみなされていたものの大恐慌の経済状況により市場が縮小したため、同様に生産期間は短かかった。ほとんどがコーン社の修理訓練の対象として使用された。
1920年代の珍しい設計の中で最も成功したのはキングのSaxelloであった。基本的には真っ直ぐなB♭ソプラノであるが、ネックが少し湾曲していてベルが先端にある。H・N・ホワイト・カンパニーによって製作された。このいった楽器は今では4千米ドルもの高値が付く。その持続的な影響力は、カイルヴェルト、ランポーネ&カッツァーニ（altelloモデル）、L.A.Sax、Sax Dakota USAなどの多くの会社が、ストレート（真っ直ぐな）・ボア、ティップ（傾斜した）・ベルのソプラノサクソフォーンをsaxello（または "saxelloソプラノ"）として販売していることに表れている。
2つの1920年代の変種への関心は、ジャズ・ミュージシャンのラサーン・ローランド・カークによって復活した。カークはブッシャーのストレートアルトを "stritch"、Saxelloを "manzello" と呼んだ。ブッシャーのストレートアルトは市販品であったが、manzelloは特注の大きなベルと改造キイ装置を持つSaxelloであった。より最近では、メゾソプラノ、またはその現代的な変種が、ジャズミュージシャンのアンソニー・ブラクストン、ジェームズ・カーター、ヴィニー・ゴリア、ジョー・ロヴァーノによって使用されるようになった。
オーケストラのCソプラノに似た大きさの「コントラアルト」サクソフォーンは、20世紀後半にカリフォルニアの楽器製作者ジム・シュミットによって開発された。ボアが大きくなり、新しい運指システムが導入され、調と音域以外はCソプラノに似ていない。

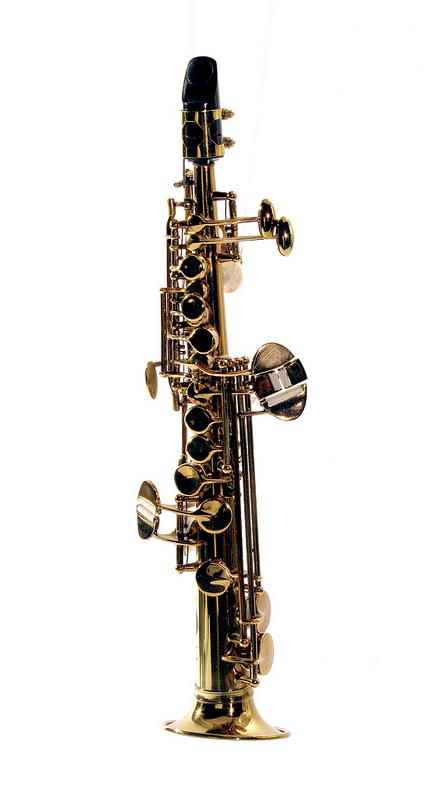
エッペルスハイムのSoprilloサクソフォーン

ドイツ、ミュンヘンのベネディクト・エッペルスハイムは、サクソフォーンの最高音域と最低音域に最近の新しい手法を取り入れた。ソプリロサックスはピッコロの大きさの真っ直ぐな楽器で、上側のスピーカーホールがマウスピースに組み込まれている。元のサクソフォーン族を拡張したこの楽器は、B♭ソプラノサクソフォーンよりも1オクターブ高い音高になっている。1999年にエッペルスハイムによって開発されたチューバックス は、E♭コントラバスサクソフォーンと同じ音域、同じ運指で演奏することができるが、その口径はコントラバスサクソフォーンよりも狭く、その結果、よりコンパクトで「よりリード感のある」音色を持つ楽器となった（ダブルリードのコントラバスサリュソフォーンに似ている）。より小型の（そしてより一般的に入手可能な）バリトンサクソフォーンのマウスピースとリードで演奏することができる。エッペルスハイムはCとB♭のサブコントラバス・チューバックスも製作しており、後者はこれまでに製作された中で最も低音のサクソフォーンである。
2000年代に開発されたサクソフォーン変種の中でも、ベルギーの楽器製作者フランソワ・ルイが2001年に発明したダブルソプラノサクソフォーン「アウロクローム」は、その代表的なものである。
1950年代以降、非金属製のボディを持つサクソフォーンが時折生産されるようになった。こういった楽器は耐久性や修理性、キイアクションや音色の不備など、多くの問題を抱えており、受け入れられなかった。最もよく知られているのは、チャーリー・パーカーやオーネット・コールマンが短期間使用した1950年代のグラフトンアクリル製アルトサクソフォーンである。この楽器は、手頃な価格のモデルとして10年以上生産された。ポリカーボネート製のビブラトサックスは、金属製サックスに代わる低価格モデルとして生産されている。木製サワット・サクソフォーンはタイで小規模に生産されている。ボディ素材が音に与える影響については意見が分かれる。
サクソフォーンの運指は、楽器が発明されてからわずかな変更しか加えられていないが、1つ目の開いた音孔の下のキイが閉じているために、一部の音の反応に影響を与えたり、わずかに弱まるなど、音響的な問題を内在している。また、キイセンター間に触覚の一貫性がないため、キイセンター間を移動する際に余分な努力を必要とする。このような音響的な問題と、原初の運指システムの厄介な側面を改善するための以下の2つの努力は注目に値する。
ルブランのRationaleおよびシステム・サクソフォーンは1つ目の開いた音孔より下の閉じたキイに関連する音響的な問題を解決するために設計されたキイ機構を持つ。また、他の運指を半歩先の運指と一致させながら1つのキイを押し下げることによって、音階の半音階移動を行うことができる。ルブラン・システムの特徴のいくつかは、1950年代と1960年代のVito Model 35サクソフォーンに組み込まれていた。システムの利点にもかかわらず、特定のキイ機構の複雑さに関連した費用と機械的信頼性の問題によって、受け入れられなかった。
半音階（リニアフィンガリング）サクソフォーンは、楽器デザイナーでありビルダーでもあるジム・シュミットのプロジェクトである。キイに関係なくすべての音程間の触感と論理的な一貫性を最大限に高め、1つ目の開いた音孔より下の閉じたキイに関連する音響的な問題を回避するホーンを開発した。いくつかの試作品が製作され、展示会で発表された。この独創的で高価なサクソフォーンの生産は、個別注文制である。

## 関連楽器

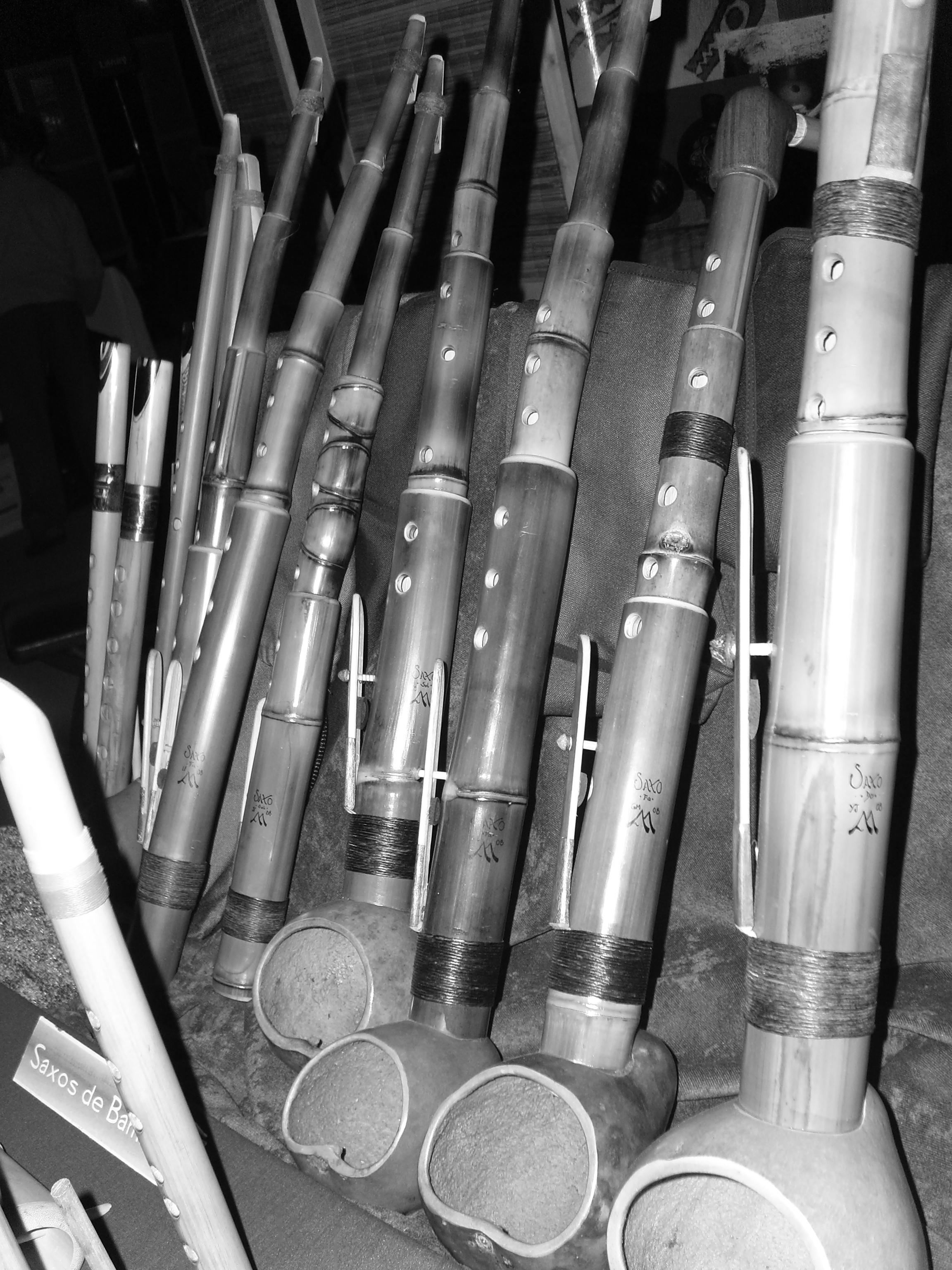
Saxos de Bambú。アルゼンチンのÁngel Sampedro del Río製作。

安価なキイを持たない民俗版竹製サクソフォーン（シャリュモーを想起させる）が20世紀にハワイ、ジャマイカ、タイ、インドネシア、エチオピア、アルゼンチンの楽器製作者らによって開発された。ザフーンと呼ばれるハワイの楽器は1980年代に考案され、「bamboo sax」としても販売されているが、その円筒形ボアはクラリネットのものにより酷似しており、キイ装置の欠如によってリコーダーに似た見た目となっている。ジャマイカで最もよく知られている同様のタイプの竹製「サクソフォーン」の開発者はメント・ミュージシャンで楽器製作者のシュガー・ベリー（ウィリアム・ウォーカー）であった。インドネシア、スラウェシ島のミナハサ族地域では、様々な大きさの竹「サクソフォーン」 と金管楽器から成るバンドが存在する。これらの楽器はヨーロッパの楽器を模したもので、現地の材料を使って作られている。同様の楽器はタイでも生産されている。
アルゼンチンでは、Ángel Sampedro del RíoとMariana Garcíaが1985年から様々な大きさの竹製サクソフォーンを生産してきた。大型のものは低音を演奏できるように竹製キイを持つ。
多くのウインドシンセサイザーはサクソフォーンのように演奏、指奏される。

## 画像

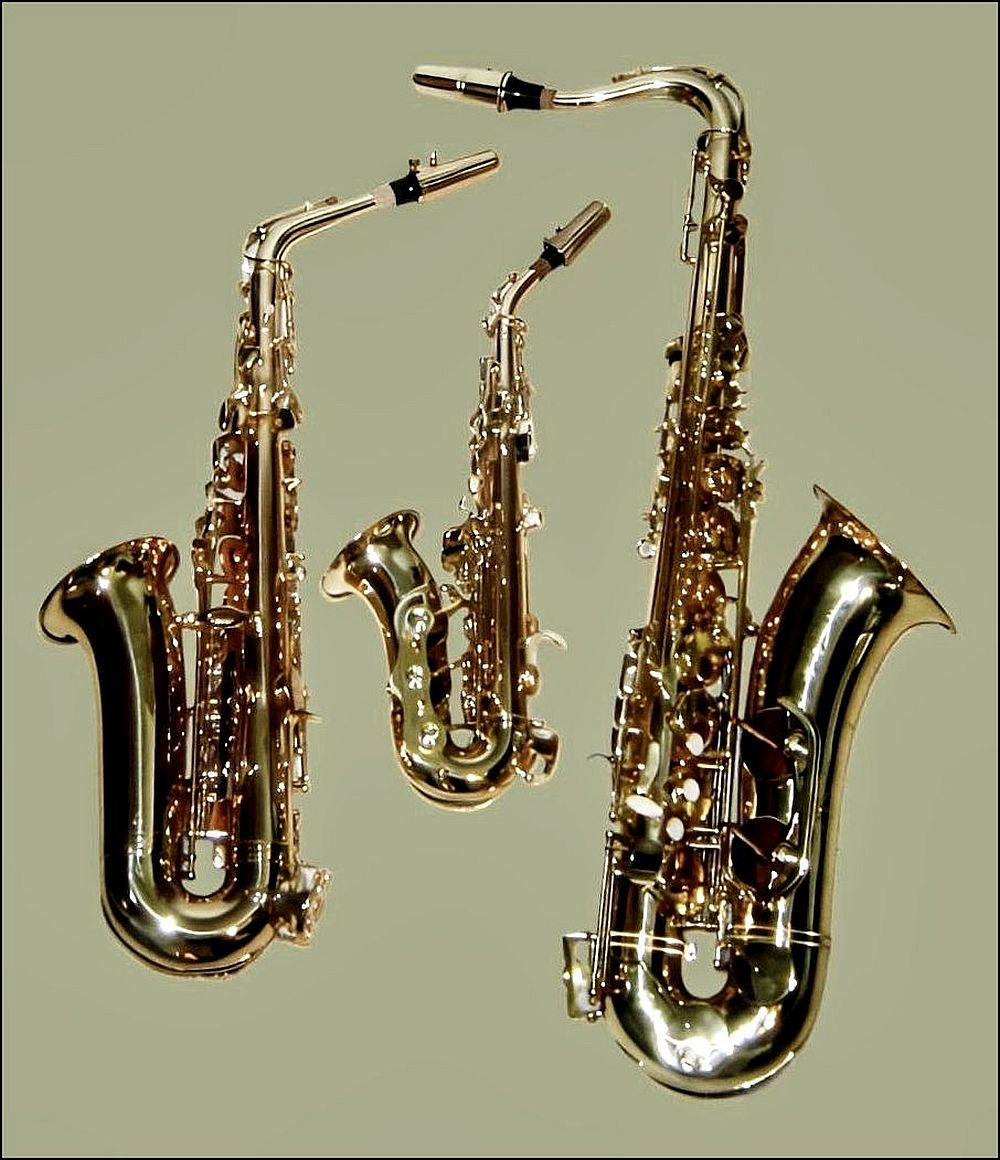
左から右: E♭アルトサクソフォーン、湾曲したB♭ソプラノサクソフォーン、B♭テナーサクソフォーン
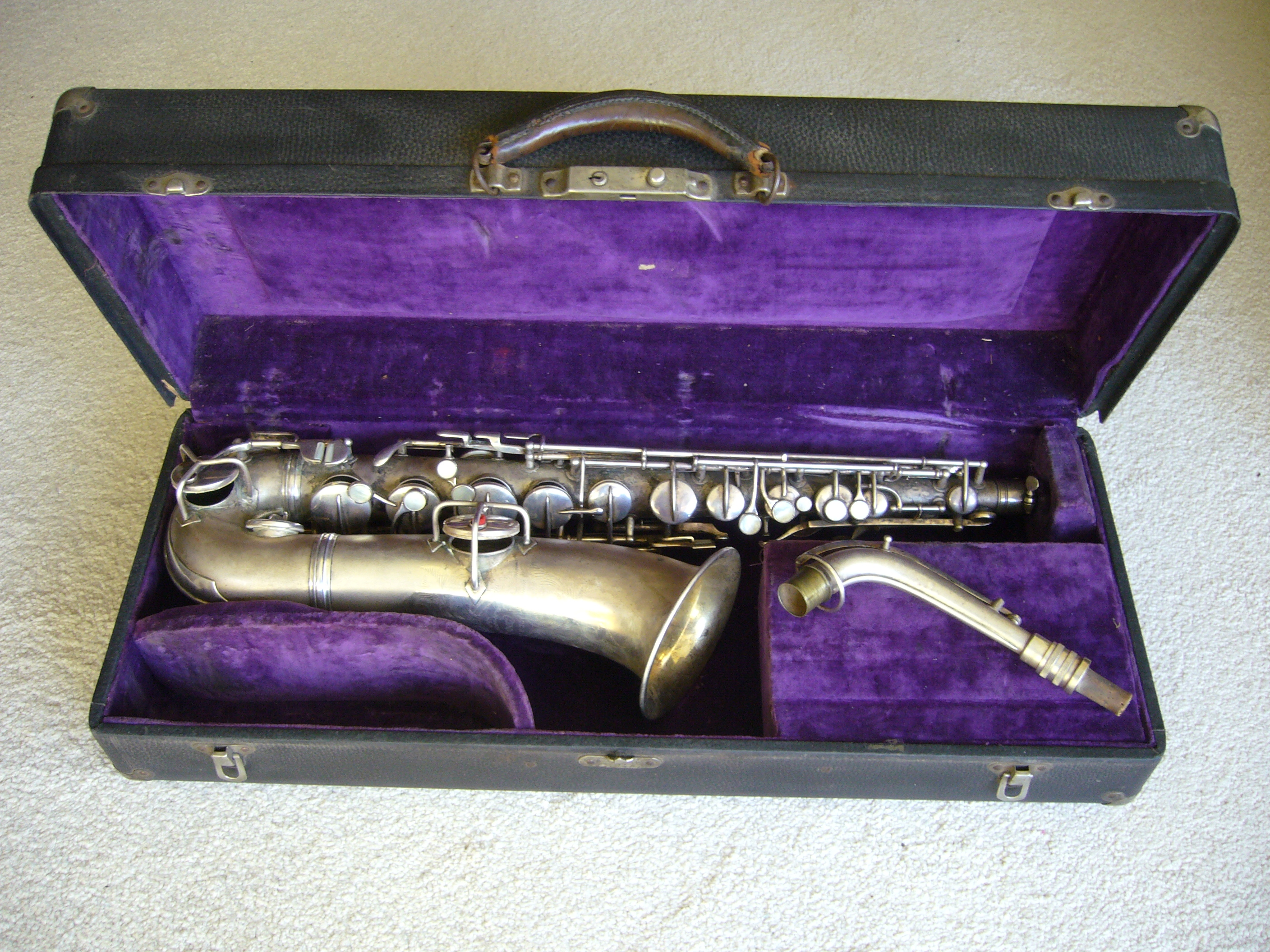
真っ直ぐなネックを持つコーン・Cメロディサクソフォーン（Conn New Wonder Series 1[49]）。1922年製を示す製造番号付き。
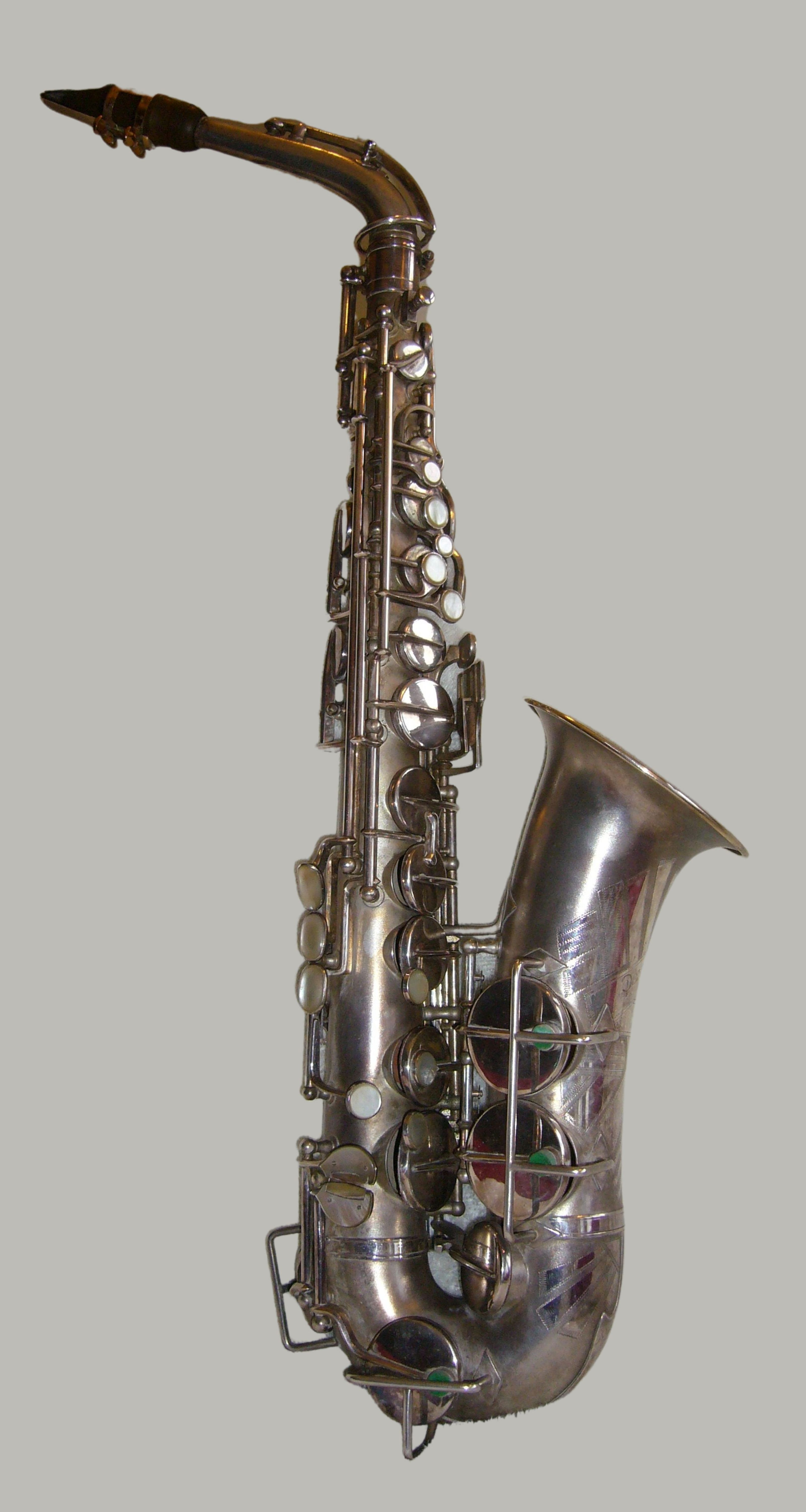
ヴィテージ銀めっき 'Pennsylvania Special' アルトサクソフォーン。1930年頃、セルマーのためにKohlert & Sonsによって[50]チェコスロバキアで製造された。
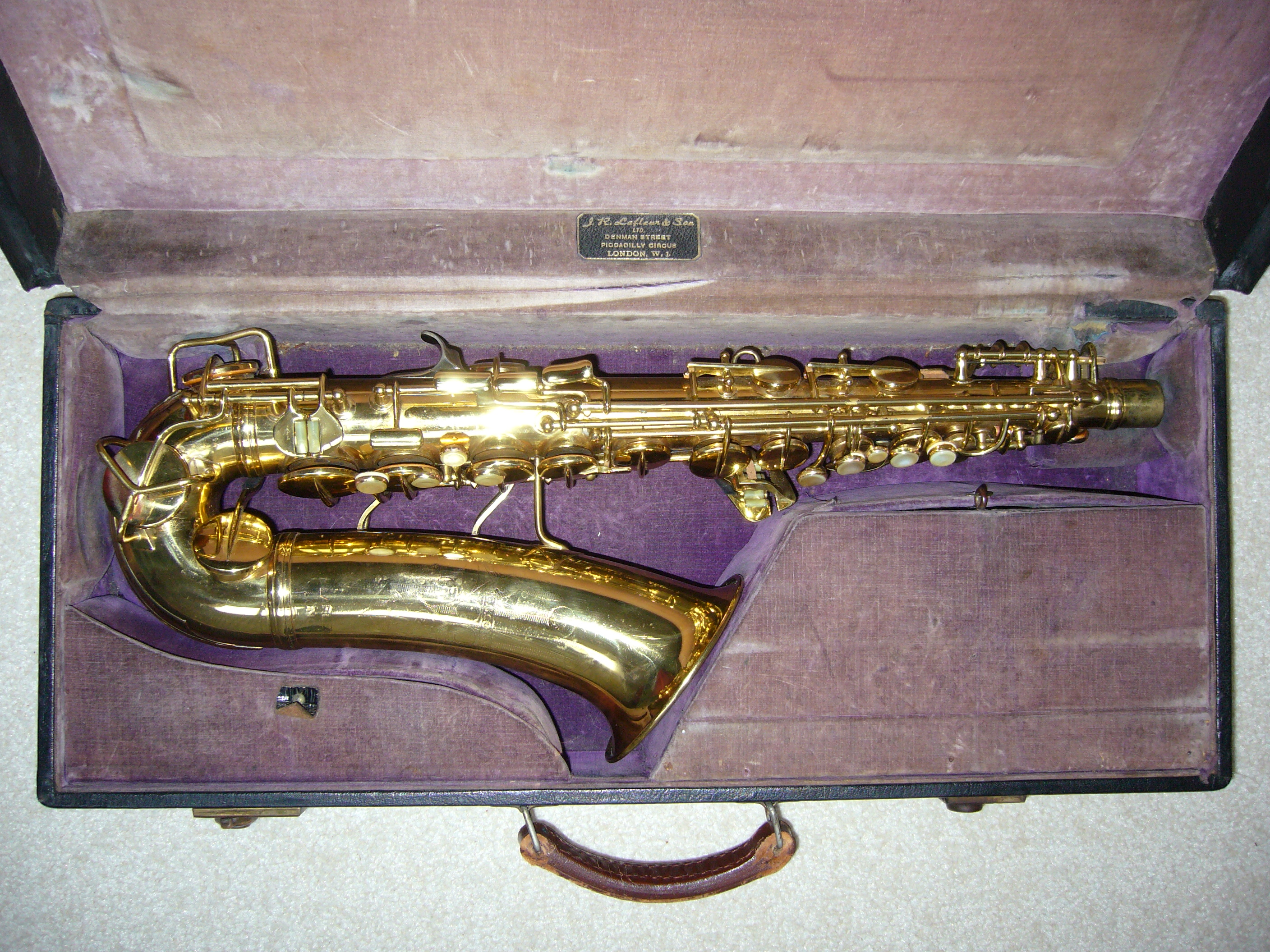
コーン 6M "Lady Face"[51] 真鍮製アルトサクソフォーン（1935年）とそのオリジナルケース
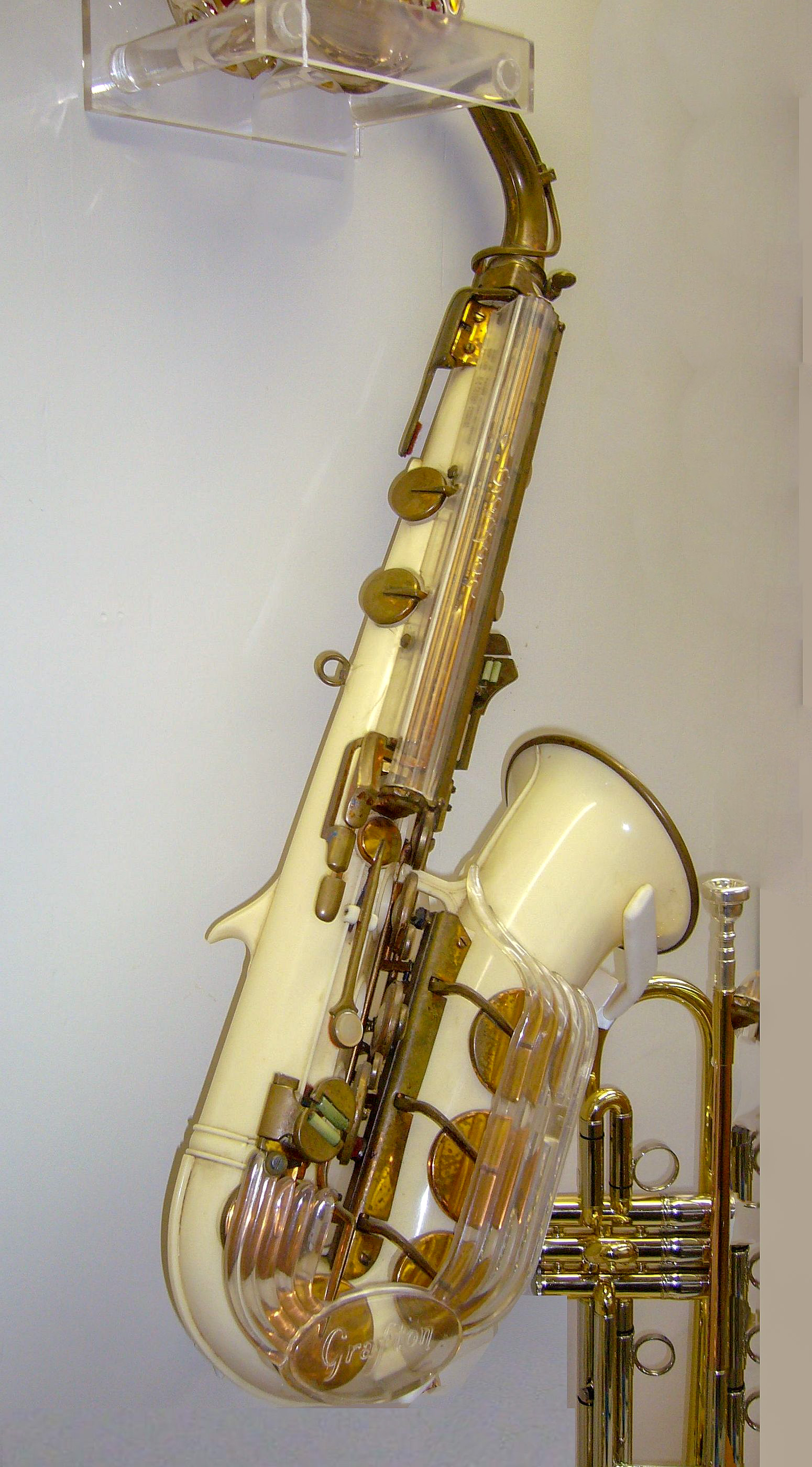
1950年代の樹脂製グラフトン・アルト
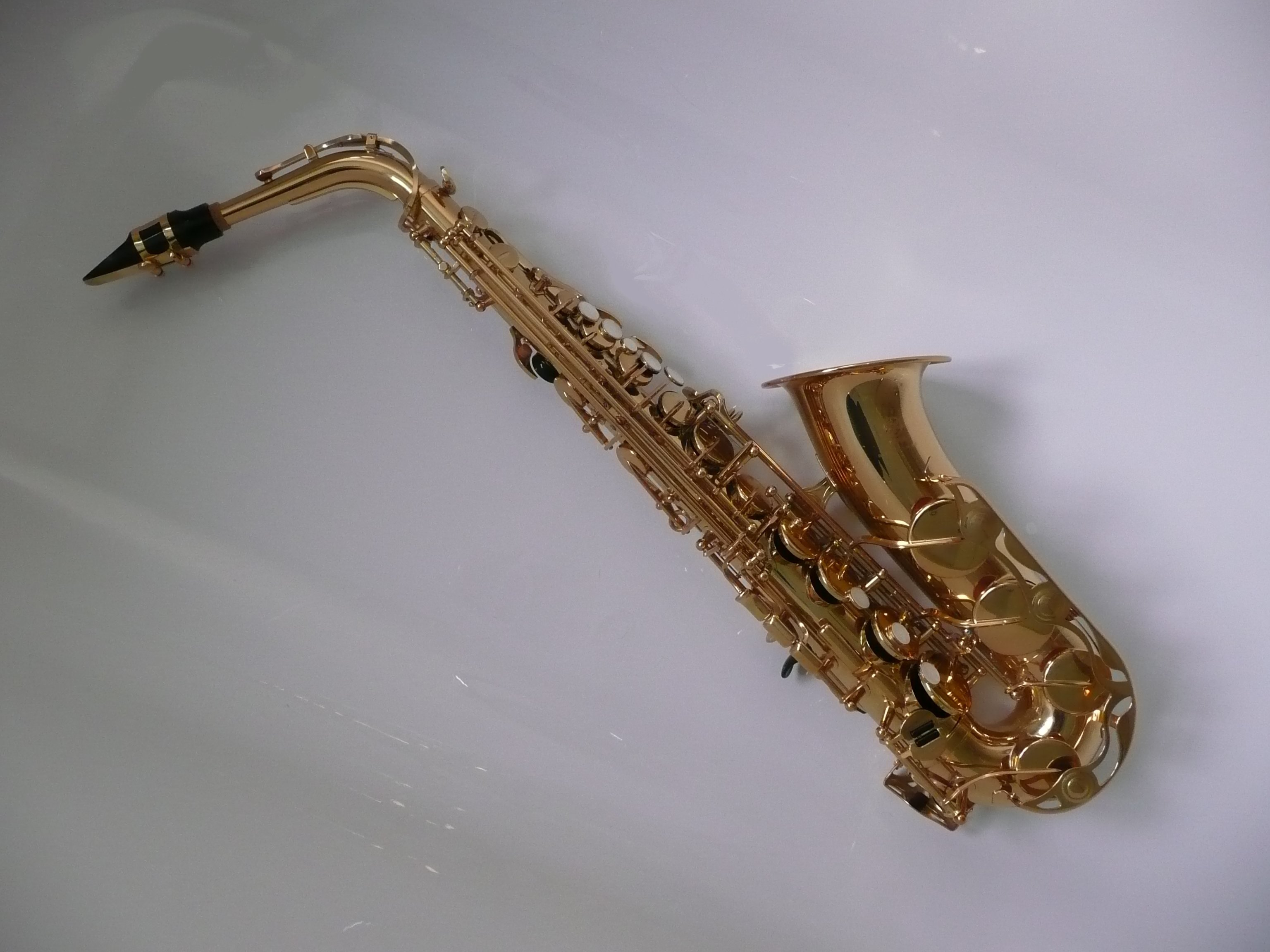
ヤマハYAS-25アルトサクソフォーン。1990年代。
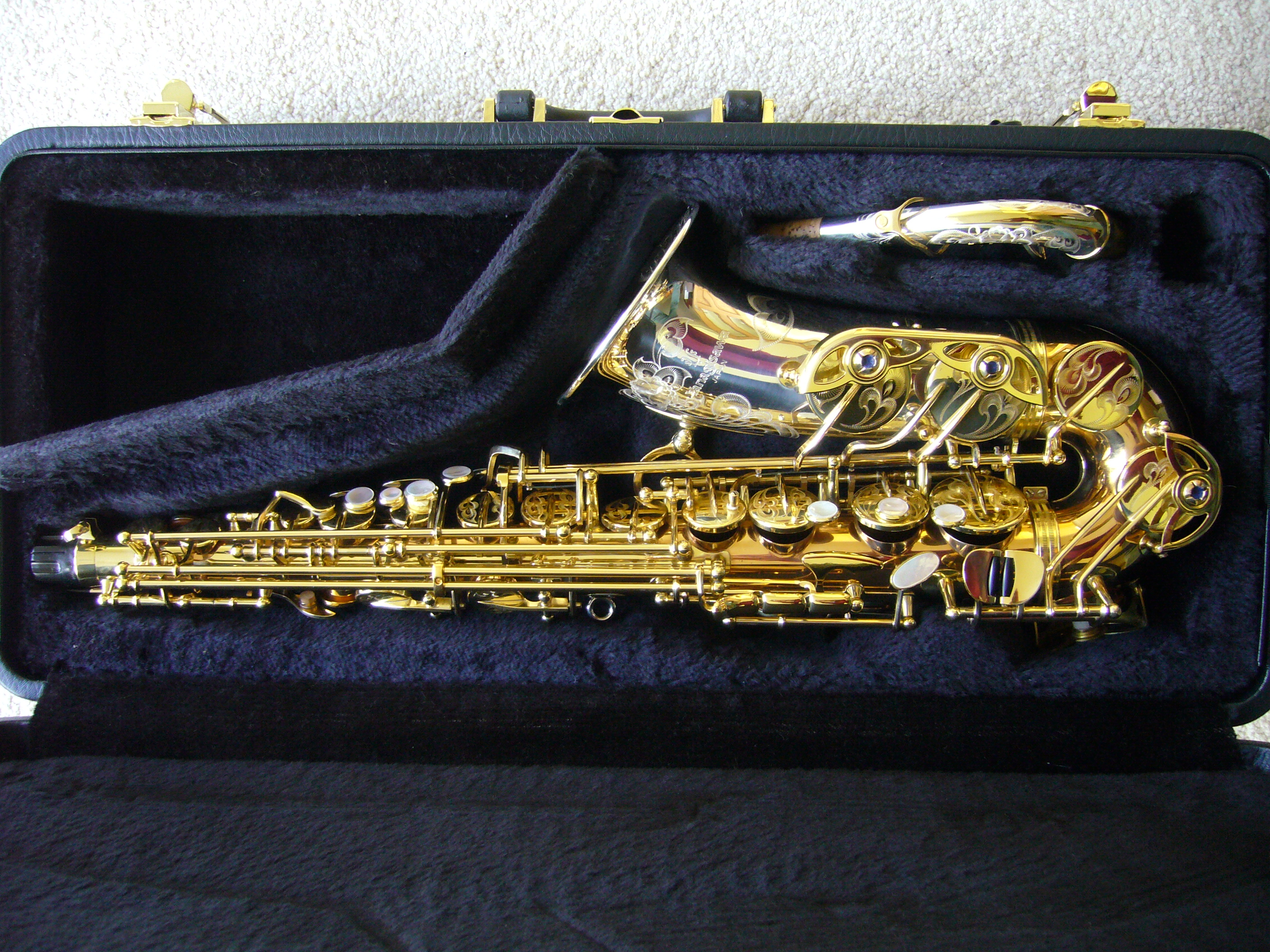
ヤナギサワA9932Jアルトサクソフォーン。銀製ベルおよびネック、リン青銅製モディを持つ。ベル、ネック、キイカップは広く彫刻されている。2008年製造。
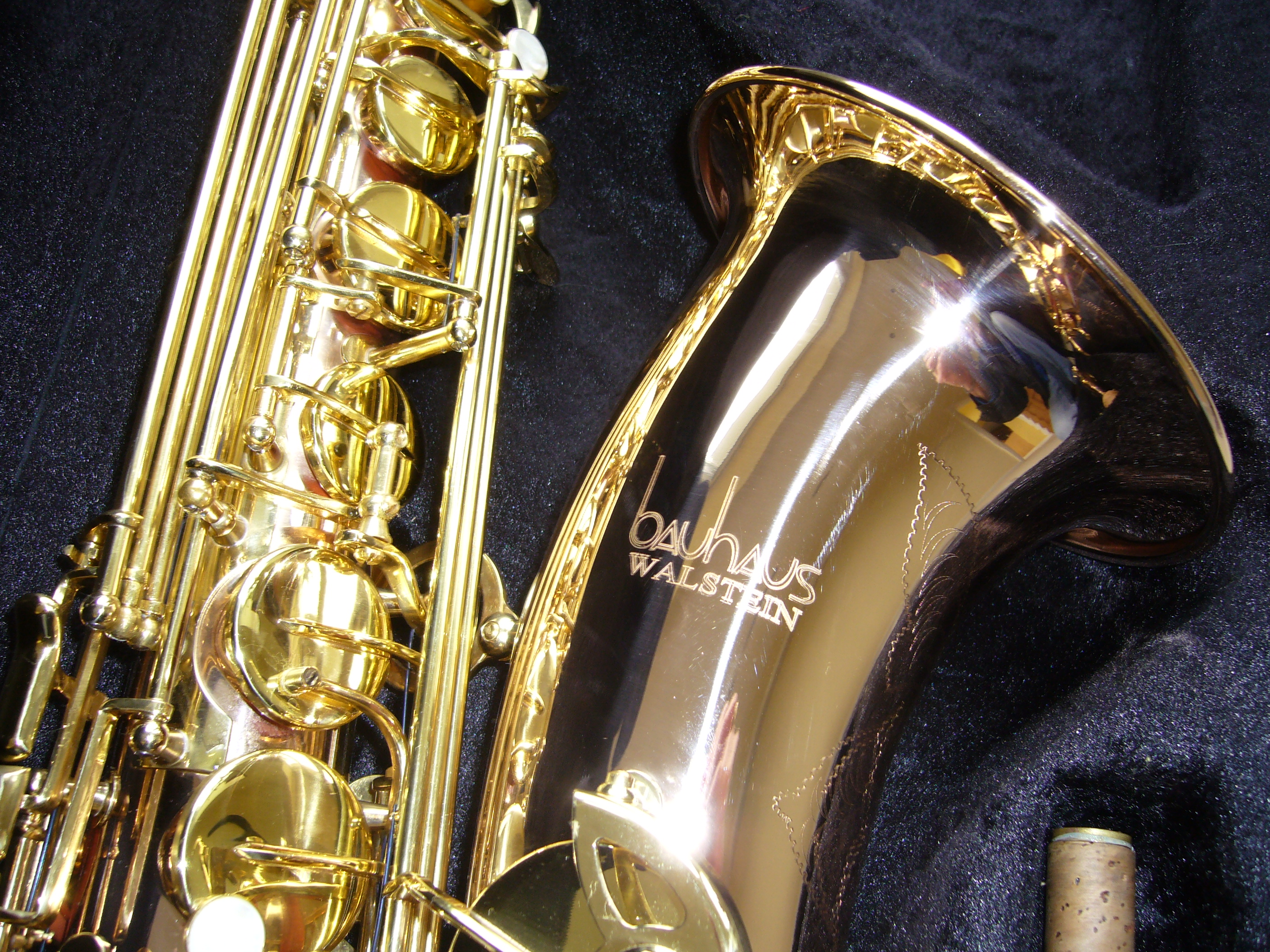
Bauhaus Walsteinテナーサクソフォーン。2008年製造。リン青銅製。
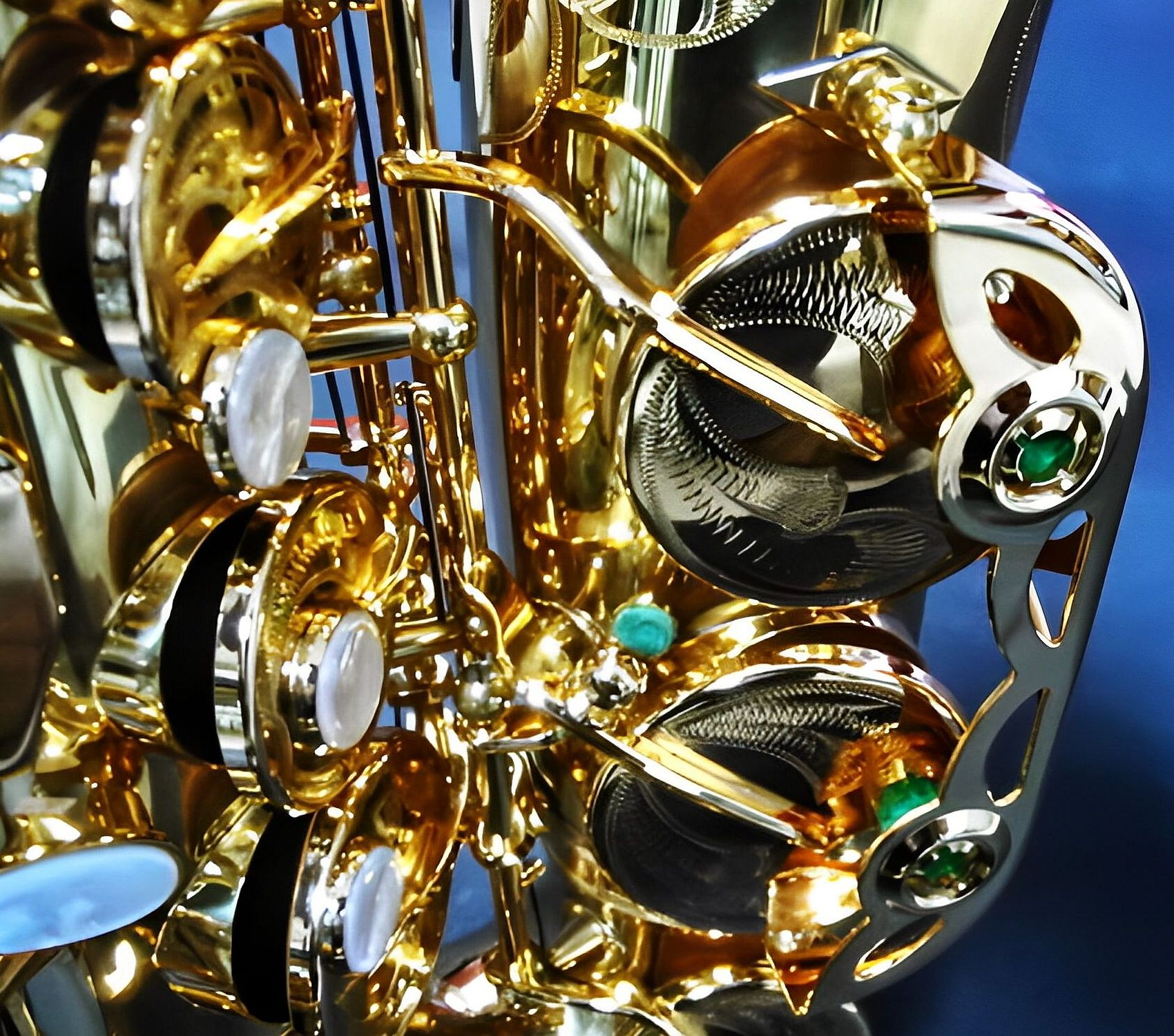
モーリア・アルトサクソフォーンの下部分。真珠母キイタッチと彫刻が施された真鍮製パッドカップ。
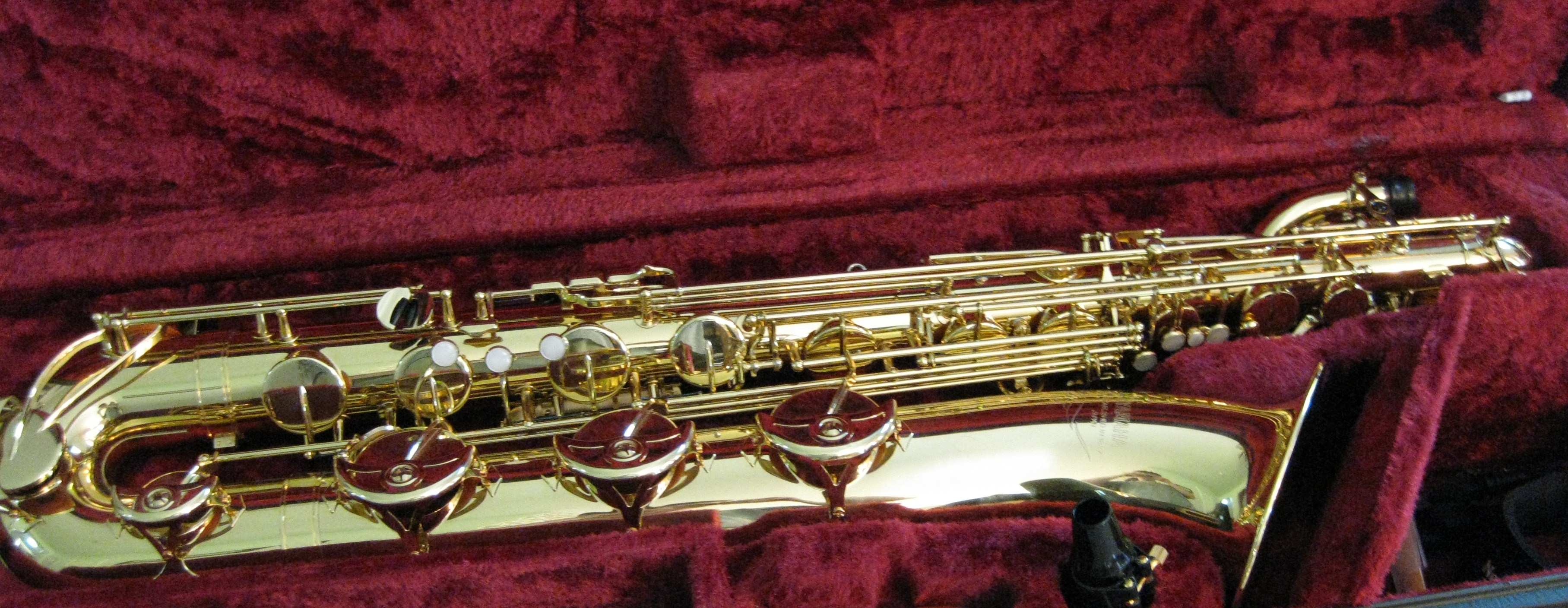
ヤマハ・バリトンサクソフォーン
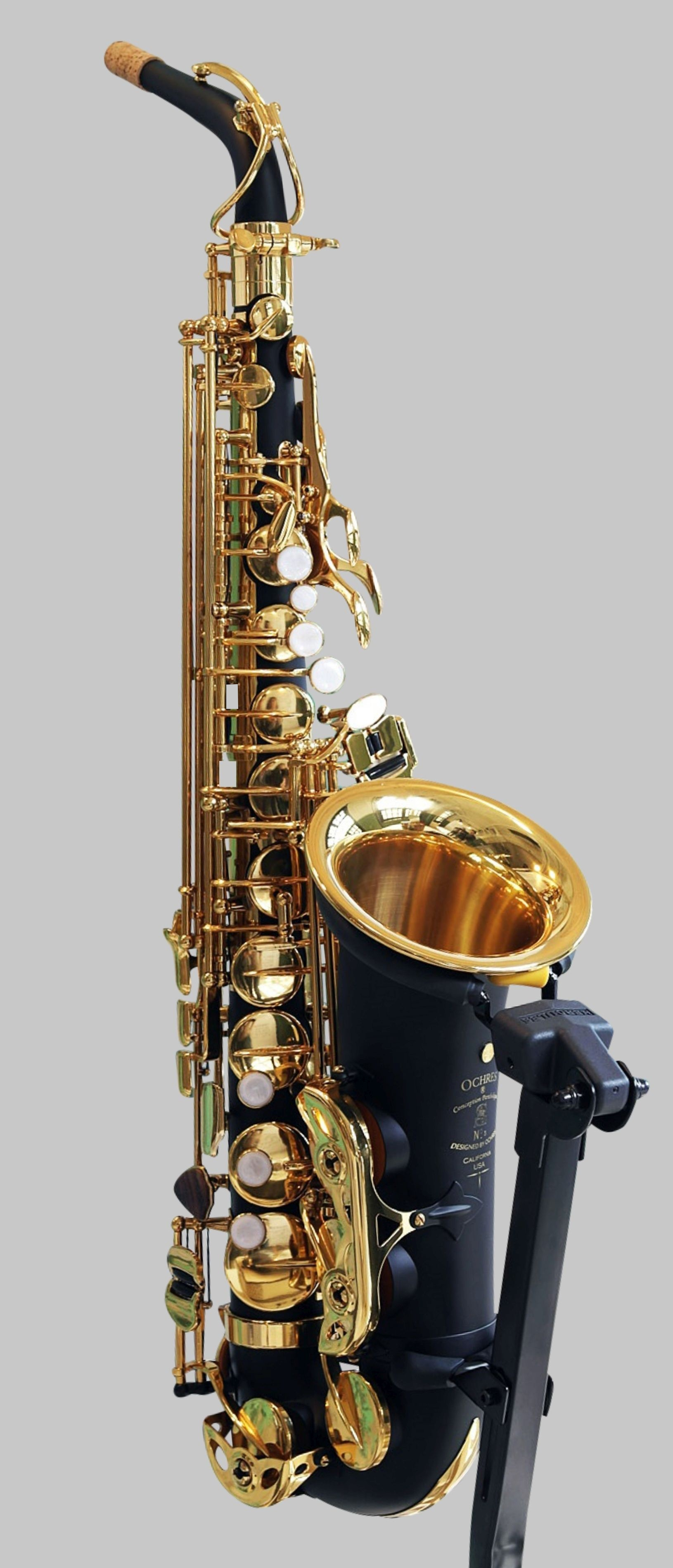
Ochres Music "No.5" ハンドメイド・プロフェッショナル・アルトサクソフォーン。ベルには24金の標章。

## 種類
現在、アルトサックス、テナーサックス、バリトンサックス、ソプラノサックスの4種類がもっともよく使われる。また、ソプラニーノサックスやバスサックスも使われることがある。クラシックではアルトが、また、ジャズ・ポピュラーでは、アルトとテナーが標準的に用いられる。
ソプラニッシモ（ピッコロ） (Sopranissimo (piccolo) saxophone)
調性は変ロ (B♭) 調である。演奏される機会は滅多にない。演奏には強靭なアンブシュアを必要とする。
ソプリロ (Soprillo)
エッペルスハイム社はソプリロ (Soprillo) と称している。
ソプラニーノ (sopranino saxophone)
調性は変ホ（E♭）調で、実音は記譜より短3度高い。演奏される機会は少ないが、サクソフォーンのアンサンブルなどで用いられることがある。またジャズプレイヤーが、持ち替え用の楽器として使用する場合がある。
ソプラノ (soprano saxophone)

調性はアルトよりも完全5度高い変ロ (B♭) 調で、実音は記譜より長2度低い。サクソフォーン四重奏においてはリーダー的存在になる。また、テナーと同じ調性であるため、ジャズなどではテナー奏者が持ち替えて演奏することが多い。略号ではS.Sax やss と表記される。
本来はネックからベルまで円錐状の直管（ストレート）であるが、 柳澤管楽器がネック部分が少し曲がっているカーブドネックの楽器を発売してから、音色の柔らかさも手伝いカーブドネックも一般的になってきた。また両方の特性を1本の楽器で補う為、アルト以下と同様にネック部分の分割を採用し、ストレートとカーブドのネックを付け替え式にしたものもある（デタッチャブルネック）。カーブドソプラノと称するアルトサクソフォーン同様全体が曲管である楽器や、サクセロと称したベル部だけが正面を向いた楽器も存在する。ハイF#キーを備えるものの中には半音上のハイGキーを持ち、実音ファ(F)を出せるものもある。明るい音色のC調管も存在したが、現在は生産されていない（en:C soprano saxophone、後述のC メロディも参照）。
オーロクローム (aulochrome)
通常の音色で（特殊奏法の重音ではなく）同時に2つの音を出せる、二重ソプラノ・サクソフォーン。フィリップ・ボスマンがこの楽器のために「ファンファーレIII」という協奏曲を書き下ろした。
アルト (alto saxophone)

調性は変ホ (E♭) 調で、実音は記譜より長6度低い。標準的な音域はヘ音記号のレ♭ (D♭) から約2オクターヴ半上のラ♭(A♭)まで、ハイF#キーを備えるものはその半音上のラ(A)までを演奏することができる。略号ではA.Sax やas と表記される。
昔の個体の中には、管を伸ばしド(C)まで演奏できるようにしたものも稀に存在する。吹奏楽ではメロディーラインを担当する部分が多い。ソプラノと比較してネックが大きく曲がり、本体も途中で折り返した構造となっている（ごく稀にネック部以外がほぼ直管の「ストレートアルト」も存在するが、一般的ではない）。サクソフォーンと言えばこの構造がイメージされることも多く、サクソフォーンの中で最も標準的な楽器といえる。クラシカルサクソフォーンのための独奏曲、協奏曲はほとんどがアルトサクソフォーンのために書かれている。また、ビッグバンドのサクソフォーンセクションはアルトがセクションリーダーを務め、主旋律を奏でることが一般的である。
テナー (tenor saxophone)

調性はアルトよりも完全4度低い変ロ (B♭) 調で実音は記譜より1オクターヴと長2度低い。標準的な音域はヘ音記号のラ♭(A♭)から約2オクターヴ半上のミ♭ (E♭) まで、ハイF#キーを備えるものはその半音上のミ (E) までを演奏することができる。略号ではT.Sax やts と表記される。
アルトと比較してネックや本体が長く管の曲がりが大きいが、基本的な構造はアルトに類似している（アルト同様、ごく稀にネック部以外がほぼ直管の向いた「ストレートテナー」も存在するが、やはり一般的ではない）。アルトの次によく使われる楽器で、演奏者も多い。男性的かつ豪快な音色を持つことから、ジャズ、ポピュラーミュージックでは幅広いジャンルでソロ楽器としても重用されている。
C メロディ (C melody saxophone)

アドルフ・サックスは当初2つのファミリーのサクソフォーンを考案した。すなわち、現在使われているE♭管-B♭管ファミリーの楽器と、F管-C管ファミリーのそれである。F管-C管の楽器はほとんど製作されなかったが、C管テナーがメロディサックスというニックネームで存在した。調性はハ(C)調で、実音は記譜より1オクターヴ低い。20世紀前半には製造されていた。B♭管テナーと全音違いのためあくまでテナーとして位置づけるべきであろう。また、C管でピアノ、ギター、オルガン、フルートやオーボエの実音譜を移調することなく、豊富な量の既存楽譜をそのまま演奏できたため、アマチュアや教会音楽用に好まれた。2011年現在は製造されていないが根強い愛好家が存在し、レストアされたビンテージ楽器が流通している。

バリトン (bari(y)tone saxophone)
調性は変ホ (E♭) 調で、実音は記譜より1オクターヴと長6度低く、アルトよりも1オクターヴ低い。略号ではB.Sax やbs と表記される。
一般的に（他のサクソフォーンに存在しない）ローAキーを備え、記譜上のA、すなわち実音のド (C) の音を出すことができるが、昔の個体にはこの機構がなかったり、軽快な音色を出すためにこの機構を省略したりするものもある。アルトおよびテナーと比べるとネック近くの本体に折り返しが設けられているなどの構造上の差異が見られる。座位で演奏した際に楽器本体が床に大きく接近してしまうため、ベルの折り返し部分に一脚が組み込まれているものも存在する。吹奏楽ではサクソフォーンおよび木管セクションのバス声部（低音部）を担当するほか、ビッグバンドにおいても低声部を担当する。まれにトップアルトサックスとオクターブ違いの主旋律やアドリブソロを吹くこともある。クラシカルサクソフォーンにおいてはアンサンブル楽器としての性格が強いが、最近では栃尾克樹の様にバリトンをソロ楽器として演奏するプレイヤーも出てきている。ジャズにおいてはジェリー・マリガン、ロニーキューバー、ロック・ポップスにおいてはステファン・"ドク"・クプカ（タワー・オブ・パワー）のような著名なバリトンサックス奏者が存在する。
なお、管楽器で一般に「バリトン」と呼ばれるバリトンホルン（ユーフォニアム）と区別するために「バリサックス」(Bari Sax)と表現されることがある。また、日本では「バリサク」という俗称で呼ばれることもある（熊本などの一部地域では「バリサキ」という俗称もある）。
バス (bass saxophone)
調性はテナーよりも1オクターヴ低い変ロ (B♭) 調。実音は記譜より2オクターヴと長2度低い。構造はバリトンに類似している。大編成の吹奏楽やサクソフォーンのアンサンブルなどで用いられることがある。
コントラバス (contrabass saxophone)
調性はバリトンよりも1オクターヴ低い変ホ (E♭) 調。世界でも数台しかなく（日本には3台しかない）、背の高い人以外は演奏時に脚立を必要とする。サクソフォーンのアンサンブルなどで、稀に用いられることがある。
チューバックス (tubax)
コントラバスが携帯に不便であるため、エッペルスハイム社が管長を折り曲げて作ったのがこの楽器。音域はコントラバスと同一だが、マウスピースはバリトンと同じ物が使用可能。
サブコントラバス (Subcontrabass saxophone)
もともと存在しなかったが、1999年にドイツのエッペルスハイム社が初めて製作に成功した。世界で数本しか作られていない。全長は2メートル半から3メートル近い大きさである。調性はバスより1オクターヴ低い変ロ調。同社はB♭管コントラバスサクソフォンと称している。
チューバックス (tubax)
エッペルスハイム社はサブコントラバス管の全高を縮めたB♭管チューバックスも開発・製造している。

## 奏法

### 拡張奏法
スラップ奏法
舌打ち。弦楽器のピチカート奏法に近い弾いた音を出現させる。
キーノイズ奏法
キーを素早く塞いだ時の音（ノイズ）が楽器内で反響した音を利用する。そのため低音楽器で大きいキーほど大きな音が出る。
重音奏法
マルチフォニックまたはメアクラングと呼ばれる。通常とは違う運指を用いて和音を発生させる。
循環呼吸
演奏中に口の中に溜めた空気を押し出しながら鼻から息を吸い、連続して音を出し続ける。
マウスピース無し奏法
直接管のマウスピース付け口に唇を当てて演奏する。スラップと組み合わされるが、トランペット奏法と組み合わせることもできる。
割音奏法
主にロックやジャズ・フュージョンなどで利用される。エレキギターのオーバードライブの様な割れた効果音が出る。ファズとグロウル（グロウトーンとも）に分けられる。ファズはリードの振動が主な発生源で主に高音域で使用され、グロウルは発声しながら音を出す。グロウルは発声できる限りほぼ全ての音域で使用できるが低音では効果が薄く主にオクターブキーを押した上の音域で利用される。
オーバートーン奏法
最低音またはその半音上と、ほぼ全てキーを塞いだ状態（+オクターブキーを併用）で口腔内や喉を変化させると前述のオーバートーンが発生し、管長に相応する倍音を出す事が出来る。オーバートーンで出る音色は通常の運指と音色が異なるため、組み合わせて吹くと通常とは違った音色でフレーズを吹く事が出来る。マイケル・ブレッカーが主な使い手で知られていた。
ハーフトーン
リードに少し舌を付ける事で少しこもった音色を出す。長音で周期的に利用するとビブラートとは違った効果を出す事ができる。
フラッタータンギング
ビッグ・ジェイ・マクニーリーら、ホンカーが使用。

## 著名なプレイヤー

### クラシック
- 赤松二郎
- 新井靖志
- 上野耕平
- 大森義基
- 小串俊寿
- 雲井雅人
- 下地啓二
- 須川展也
- 田中靖人
- ダニエル・デファイエ
- 仲田守
- 野田燎（英語版）
- ジョン・ハール（ギルドホール音楽院前教授）
- 彦坂眞一郎
- 平野公崇
- マルセル・ミュール
- シーグルト・ラッシャー（英語版）（元ジュリアード音楽院教授、元イーストマン音楽学校教授）
- ジャン＝マリー・ロンデックス

### 洋楽/R&Bなど
- フェラ・クティ
- メイシオ・パーカー
- マヌ・ディバンゴ
- ジュニア・ウォーカー[54]
- キング・カーティス
- フェミ・クティ
- シェウン・クティ
- ローランド・アルフォンソ[注 4]
- シル・オースチン
- サム・テイラー[注 5]
- ビッグ・ジェイ・マクニーリー[55]
- フロイド・ニューマン[注 6]
- ハーヴェイ・トンプソン[注 7]
- アンドリュー・ラブ[注 8]
- ウィリアム・ムーア[注 9]
- ウォルター・パラザイダー[注 10]
- ボビー・キーズ
- メル・コリンズ（キング・クリムゾン）
- キャンディ・ダルファー
- クラレンス・クレモンズ[注 11]
- ウィルトン・フェルダー[注 12]
- イアン・マクドナルド（キング・クリムゾンなど）
- ブーツ・ランドルフ

### 邦楽
- 松浦ヤスノブ、歌のない歌謡曲
- まぶちゆうじろう、歌のない歌謡曲
- GAMO（東京スカパラダイスオーケストラ）
- 谷中敦（東京スカパラダイスオーケストラ）
- KONTA（BARBEE BOYS）天井桟敷などにも出入り
- 武田真治
- 楢﨑誠（Official髭男dism）
- 平原綾香
- 平原まこと
- 藤井尚之
- 安田伸（ハナ肇とクレージーキャッツ）
- ジョー・リノイエ
- MALTA
- 包国充
- 伊東たけし
- 宮崎隆睦
- ユッコ・ミラー

## 主なメーカー
- 日本
  - ヤマハ
  - ヤナギサワ
- 台湾
  - ジュピター（英語版）
  - IO
  - カドソン
- フランス
  - クランポン
  - ヘンリー・セルマー・パリ
  - ルブラン
  - ポール・モーリア（製造国は台湾）
- ドイツ
  - ユリウス・カイルヴェルト
- イタリア
  - リパ
- アメリカ
  - アンティグア（製造国は台湾）
  - C.G. コーン（英語版）
  - ルブランUSA
  - キング（英語版）
  - キャノンボール（英語版）（製造国は台湾）

セルマー（ヘンリー・セルマー・パリ）、ヤマハ、ヤナギサワは生産本数が世界屈指で「サクソフォーン3大メーカー」と呼ばれる。これにクランポンやカイルベルトなど他メーカーが追従する形となっている。